# Énergie en Belgique
Le secteur de l'énergie en Belgique a constitué l'un des moteurs du développement économique au XIXe siècle avec l'expansion des charbonnages qui ont contribué à l'industrialisation précoce du pays. Cependant, la Belgique est aujourd'hui totalement dépendante de l'étranger pour ses besoins en pétrole, en gaz naturel et en charbon, qui représentent 67,2 % de sa consommation d'énergie primaire en 2022 (respectivement 36,3 %, 25,5 % et 5,4 %).
La consommation d'énergie primaire par habitant de la Belgique en 2022 est 2,8 fois supérieure à la moyenne mondiale, dépassant de 62 % celle de la France et de 43 % celle de l'Allemagne.
La consommation finale d'énergie se répartissait en 2021 surtout entre l'industrie (26,7 % plus 18,3 % d'usages non énergétiques, dans la chimie pour l'essentiel), les transports intérieurs (20,8 %), le secteur résidentiel (20,7 %) et le secteur tertiaire (11,1 %).
L'électricité représentait seulement 17,3 % de la consommation finale d'énergie en 2021. La production d'électricité provenait en 2023 à 39,9 % du nucléaire, à 23,7 % des combustibles fossiles (21,4 % du gaz, 2,2 % du charbon), 34,3 % des énergies renouvelables (19,0 % d'éolien, 8,8 % de solaire, 3,3 % de biomasse, 2,0 % d'hydroélectricité, 1,2 % de déchets) et à 1,9 % d'autres sources. Après une série de problèmes techniques rencontrés par les réacteurs nucléaires de 2014 à 2018, la situation est revenue à la normale en 2019. La Belgique était en 2024 au 10e rang européen pour sa puissance photovoltaïque installée par habitant, loin derrière les Pays-Bas et l'Allemagne, mais 13 % au-dessus de la moyenne de l'Union européenne.
Les émissions de CO2 dues à la combustion de la Belgique étaient en 2022 supérieures de 59 % à la moyenne mondiale et de 68 % à celles de la France, mais inférieures de 6 % à celles de l'Allemagne.
Comme dans les autres pays européens, le secteur a connu une vaste réorganisation au cours de la décennie 2000, avec la libéralisation des marchés de l'électricité et du gaz naturel et a provoqué un réalignement des acteurs de l'industrie, en raison d'introductions en bourse, de prises de contrôle et de fusions d'entreprises. Ces transactions ont renforcé le contrôle des grandes entreprises européennes, comme Engie, EDF et ENI, sur l'approvisionnement en électricité et en gaz de la Belgique. Cette libéralisation s'est effectuée dans un contexte d'une réglementation fragmentée entre l'état fédéral belge et les trois régions, qui se partagent la tâche de superviser le secteur.
Le secteur de l'énergie doit aussi faire face aux grands enjeux énergétiques du début du XXIe siècle, comme l'efficacité énergétique, le réchauffement climatique et la transition énergétique. Depuis le vote en 2003 d'une loi qui proscrit la construction de nouvelles centrales nucléaires et qui impose la fermeture des centrales existantes après 40 ans d'exploitation, la question de l'avenir de l'industrie nucléaire belge et la pertinence d'une fermeture des centrales en exploitation restent en débat ; en 2015, une nouvelle loi a prolongé de dix ans la durée de vie des réacteurs de Doel 1 et 2, mais en 2017 les ministres de l'énergie ont décidé la sortie du nucléaire en 2025. Le 19 mars 2022, le Premier ministre fédéral Alexander De Croo annonce la prolongation des deux réacteurs les plus récents de la centrale de Tihange jusqu'en 2035, dans le contexte de l'incertitude de l'approvisionnement en énergie fossile relative au conflit en Ukraine.

## Vue d'ensemble
| Principaux indicateurs de l'énergie en Belgique                                                                                                | Principaux indicateurs de l'énergie en Belgique | Principaux indicateurs de l'énergie en Belgique | Principaux indicateurs de l'énergie en Belgique | Principaux indicateurs de l'énergie en Belgique | Principaux indicateurs de l'énergie en Belgique | Principaux indicateurs de l'énergie en Belgique |
| --- | ----------------------------------------------- | ----------------------------------------------- | ----------------------------------------------- | ----------------------------------------------- | ----------------------------------------------- | ----------------------------------------------- |
| | Population                                      | Consomm. énergie primaire                       | Produc- tion                                    | Importa- tion nette                             | Consomm. élect.*                                | Émissions GES**                                 |
| Année | Million                                         | PJ                                              | PJ                                              | PJ                                              | TWh                                             | Mt CO2éq                                        |
| 1990 | 10,0                                            | 2 005                                           | 549                                             | 1 665                                           | 63,6                                            | 107,6                                           |
| 2000 | 10,25                                           | 2 431                                           | 575                                             | 2 120                                           | 84,5                                            | 115,0                                           |
| 2010 | 10,90                                           | 2 514                                           | 664                                             | 2 243                                           | 91,0                                            | 105,7                                           |
| 2011 | 11,04                                           | 2 340                                           | 669                                             | 2 028                                           | 89,2                                            | 95,0                                            |
| 2012 | 11,11                                           | 2 243                                           | 595                                             | 1 934                                           | 88,9                                            | 94,0                                            |
| 2013 | 11,16                                           | 2 337                                           | 630                                             | 2 038                                           | 89,2                                            | 95,3                                            |
| 2014 | 11,21                                           | 2 207                                           | 531                                             | 1 977                                           | 86,4                                            | 88,9                                            |
| 2015 | 11,27                                           | 2 202                                           | 449                                             | 2 095                                           | 86,9                                            | 94,0                                            |
| 2016 | 11,33                                           | 2 327                                           | 644                                             | 2 004                                           | 87,9                                            | 93,0                                            |
| 2017 | 11,38                                           | 2 317                                           | 633                                             | 2 012                                           | 88,8                                            | 91,6                                            |
| 2018 | 11,43                                           | 2 231                                           | 489                                             | 2 221                                           | 88,6                                            | 92,3                                            |
| 2019 | 11,49                                           | 2 296                                           | 661                                             | 2 086                                           | 88,2                                            | 91,4                                            |
| 2020 | 11,54                                           | 2 106                                           | 575                                             | 1 873                                           | 85,6                                            | 83,7                                            |
| 2021 | 11,59                                           | 2 325                                           | 754                                             | 1 892                                           | 89,0                                            | 87,6                                            |
| 2022 | 11,69                                           | 2 114                                           | 678                                             | 1 838                                           | 84,3                                            | 80,5                                            |
| variation 1990-2022 | +17 %                                           | +5 %                                            | +23 %                                           | +10 %                                           | +33 %                                           | -25 %                                           |
| * consommation brute d'électricité = production+importations-exportations-pertes en ligne ** émissions de gaz à effet de serre par combustion. |                                                 |                                                 |                                                 |                                                 |                                                 |                                                 |

## Historique

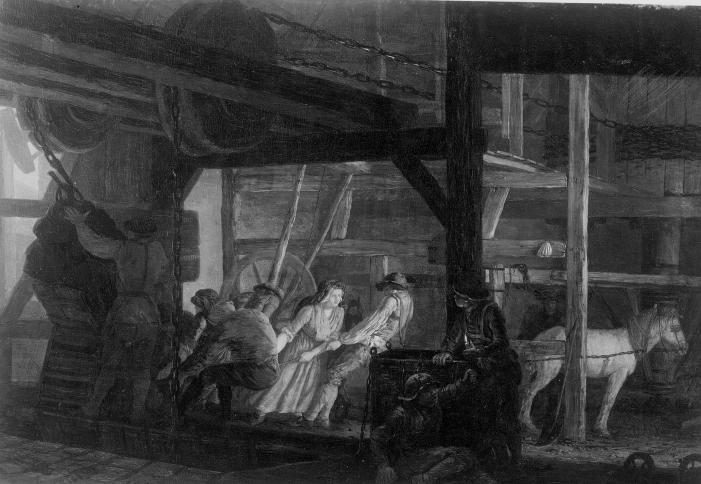
Houillère Léonard de France à Liège, 1836.

Au moment de la révolution de 1830, le royaume était un exportateur net d'énergie. L'exploitation de la houille — un mot d'origine wallonne — dans la région de Liège date du Moyen Âge, mais l'invention de la machine à vapeur et les débuts de l'industrialisation de l'Europe dans les premières décennies du XIXe siècle stimulent le développement des charbonnages. En 1830, la Belgique produisait 6 millions de tonnes — sur une production mondiale se situant entre 20 et 30 millions de tonnes. Les machines à vapeur qui commençaient à être installées dans le reste du continent dépendaient de la houille belge.
Bien que la production belge ne suffise déjà plus à répondre la demande dès 1840, le pays offrait des avantages : s'y concentrait au même endroit l'extraction du charbon, la métallurgie et la fabrication de machines-outils. Dans ce contexte, la Belgique et la Suisse constituaient des figures de proue d'un monde industrialisé naissant, au même titre que la Grande-Bretagne, les États-Unis, l'Allemagne et dans une moindre mesure, la France.
Les années 1950 marquent un point tournant pour le charbon belge. L'Europe occidentale de l'après-guerre souffre d'abord de pénuries d'énergie. Mais le charbon américain et l'augmentation de la consommation du pétrole et du gaz naturel transforment la pénurie en surplus dans les six pays membres de la communauté européenne du charbon et de l'acier, à laquelle participe la Belgique. À la fois structurelle et conjoncturelle, la crise de la fin des années 1950 portera un dur coup aux charbonnages wallons, en raison du vieillissement des installations. Les puits les moins rentables sont fermés et l'État belge subventionne la production afin de faire baisser les prix.

## Politique énergétique

Carte des régions de Belgique
Région Bruxelles-Capitale
Région flamande
Région wallonne

Il n'existe pas une seule, mais bien plusieurs politiques énergétiques en Belgique. Les trois régions sont responsables d'éléments substantiels de la politique sur leurs territoires respectifs, mais le gouvernement fédéral conserve sa prérogative dans certains dossiers stratégiques, dont le déclassement éventuel des centrales nucléaires et la supervision du transport de l'énergie. En 2005, un panel d'experts de l'Agence internationale de l'énergie (AIE) affirmait qu'il était difficile en Belgique « d'atteindre des objectifs nationaux en matière de politiques » ce qui, ajoute l'organisme, « peut réduire l'efficience et l'efficacité du système énergétique belge dans son ensemble».
De manière générale toutefois, la politique énergétique de la Belgique et des régions wallonne, flamande et Bruxelles-Capitale s'articule autour de quatre priorités principales depuis les années 1970 : la sécurité et la diversification des sources d'approvisionnement, l'efficacité énergétique, le maintien de la transparence et de la compétitivité des tarifs et la protection de l'environnement.
Le partage des responsabilités entre les paliers de gouvernement accorde un rôle central aux régions en matière de réglementation du marché de l'électricité et du gaz depuis la Loi spéciale de réformes institutionnelles du 8 août 1980. Les autorités de contrôle, la CWaPE en Région wallonne, la VREG en Région flamande et la BRUGEL dans la Région de Bruxelles-Capitale définissent les règles de fonctionnement du marché libéralisé de l'énergie et sa mise en application. Les régions ont également juridiction en matière d'énergie renouvelable, de transport d'électricité à moyenne et basse tension (70 kV et moins) programmes d'efficacité énergétique et de la recherche et du développement non-nucléaire.

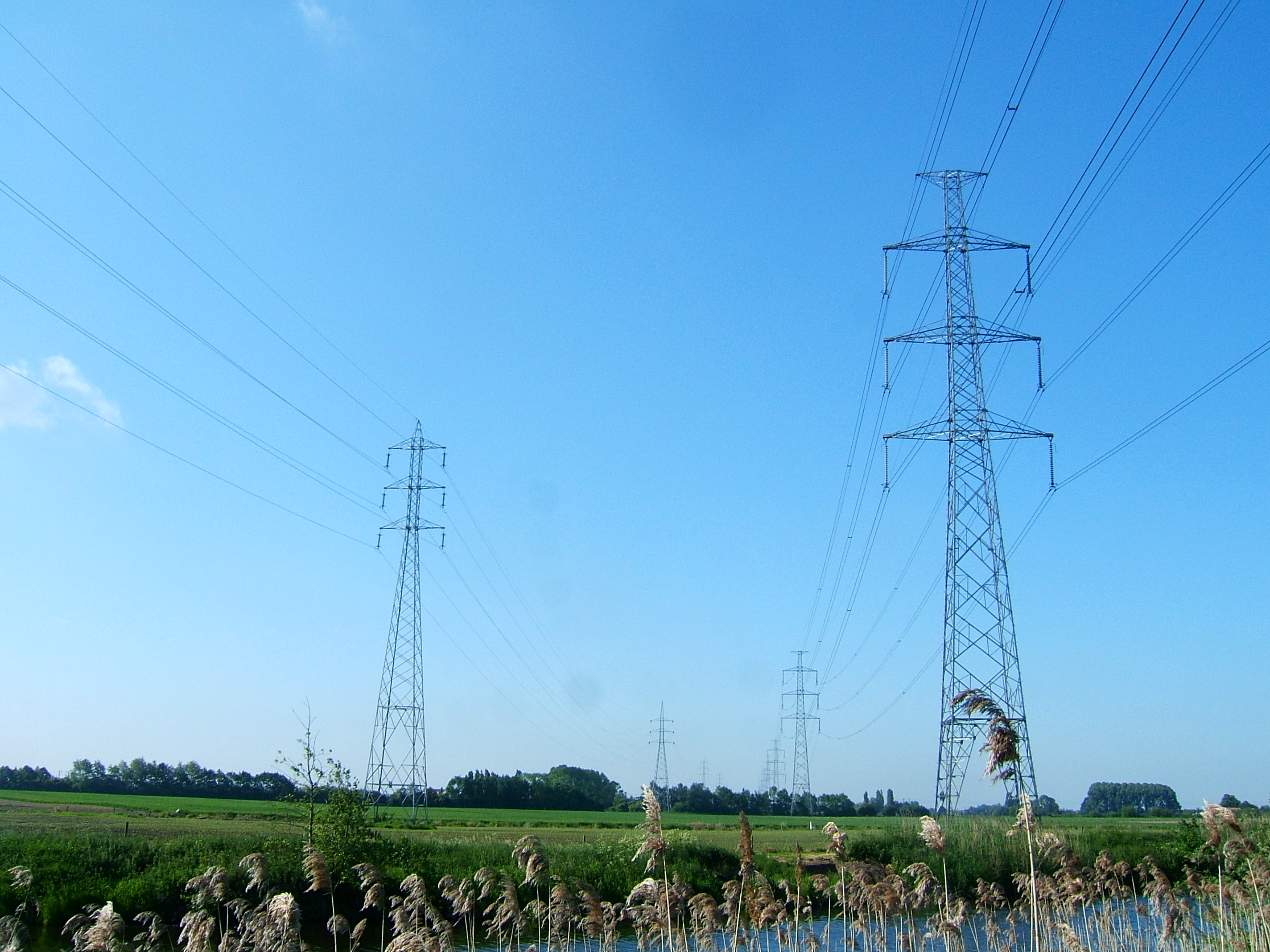
Lignes à haute tension près de Deinze, dans la province de Flandre-Orientale.

De son côté, le gouvernement central régule les prix, réglemente les infrastructures de transport à haute tension et de production et garde la responsabilité de la politique nucléaire civile. La Commission de régulation de l'électricité et du gaz (CREG) joue un rôle général de surveillance et de contrôle de l'application des lois et des règlements.
Les gestionnaires des réseaux de distribution possèdent le monopole légal du réseau de distribution électrique. Ces entreprises sont souvent administrées par des intercommunales, entreprises du service public sont responsables du développement et de l'exploitation quotidienne des réseaux locaux de gaz et d'électricité ou des sociétés mixtes qui regroupent les communes et Electrabel ou Luminus, les opérateurs historiques. Les premières sont connues sous l'appellation intercommunales pures et les secondes, intercommunales mixtes. En 2005, les intercommunales étaient au nombre de 17 en Région flamande — dont 6 pures et 9 mixtes —, 14 en Région wallonne — dont 9 pures, 3 mixtes et une autre entité — et une seule, Sibelga, dans la Région de Bruxelles-Capitale. Depuis 2008, huit gestionnaires de réseaux mixtes en région wallonne se sont regroupés au sein de l'Opérateur des réseaux gaz et électricité (ORES). L'entreprise dessert 200 communes et relève les compteurs de 1,5 million de clients. L'ORES compte 2000 employés.
Bien que l'Union européenne ne possède pas de politique commune en matière d'énergie, elle a néanmoins légiféré à plusieurs reprises afin de libéraliser le commerce de l'électricité et du gaz naturel dans les États membres. Comme les autres pays membres, la Belgique a mis en place une série de réformes libéralisant la production, le transport et la distribution de l'électricité et du gaz naturel.

## Émissions de gaz à effet de serre
Les émissions de gaz à effet de serre (GES) dues à la combustion en Belgique s'élevaient en 2022 à 80,5 Mt d'équivalent CO2, en baisse de 25 % par rapport à 1990.
Les émissions de CO2 dues à la combustion par habitant étaient en 2022 de 6,78 t CO2, supérieures de 59 % à la moyenne mondiale : 4,26 t/hab (en 2021), de 68 % à celles de la France : 4,03 t/hab et de 14 % à celle de l'Union européenne : 5,93 t/hab, mais inférieures de 6 % à celles de l'Allemagne : 7,21 t/hab et de 50 % à celles des États-Unis : 13,64 t/hab.
|                                             | 1971  | 1990  | 2022 | var. 2022/1971 | var. 2022/1990 | var.UE27 2022/1990 |
| Émissions GES (Mt CO2)                      | 119,4 | 107,6 | 80,5 | -33 %          | -25 %          | -28,3 %            |
| Émissions CO2/habitant (t CO2)              | 12,21 | 10,68 | 6,78 | -44 %          | -37 %          | -28,4 %            |
| Source : Agence internationale de l'énergie |       |       |      |                |                |                    |

| Combustible                                 | 1971 Mt CO2 | 1990 Mt CO2 | 2022 Mt CO2 | %     | var. 2022/1990 | var. UE27 2022/1990 |
| Pétrole                                     | 63,0        | 46,9        | 38,7        | 48 %  | -17 %          | -21 %               |
| Gaz naturel                                 | 11,3        | 18,4        | 28,0        | 35 %  | +52 %          | +22 %               |
| Charbon                                     | 45,1        | 40,7        | 10,1        | 13 %  | -75 %          | -57 %               |
| Total                                       | 119,4       | 107,6       | 80,5        | 100 % | -25 %          | -28,3 %             |
| Source : Agence internationale de l'énergie |             |             |             |       |                |                     |

| | Émissions 2021      | part du secteur | Émissions/habitant | Émiss./hab. UE-27 |
| Secteur | Millions tonnes CO2 | %               | tonnes CO2/hab.    | tonnes CO2/hab.   |
| Secteur énergie hors élec. | 6,0                 | 7 %             | 0,52               | 0,37              |
| Industrie et construction | 25,4                | 29 %            | 2,19               | 1,50              |
| Transport | 23,2                | 27 %            | 2,00               | 1,74              |
| dont transport routier | 22,4                | 26 %            | 1,93               | 1,64              |
| Résidentiel | 19,2                | 22 %            | 1,66               | 1,21              |
| Tertiaire | 10,2                | 12 %            | 0,88               | 0,74              |
| Total | 86,4                | 100 %           | 7,45               | 5,76              |
| Source : Agence internationale de l'énergie * après ré-allocation des émissions de la production d'électricité et de chaleur aux secteurs de consommation. |                     |                 |                    |                   |

Les émissions de CO2 par habitant de la Belgique dépassent la moyenne européenne dans tous les secteurs, surtout dans l'industrie et le secteur résidentiel.

## Énergie primaire

### Production d'énergie primaire
| Source                                                  | 1990  | %    | 2000  | %    | 2010  | %    | 2020  | %    | 2022  | % 2022 | var. 2022/1990 |
| Charbon                                                 | 49,4  | 9,0  | 8,6   | 1,5  | 0,4   | 0,05 | 1,5   | 0,3  | 1,1   | 0,2 %  | -98 %          |
| Gaz naturel                                             | 0,4   | 0,1  | 0,1   | 0,01 | 0     | 0    | 0,2   | 0,03 | 0,4   | 0,06 % | +7 %           |
| Nucléaire                                               | 466,1 | 85,0 | 525,3 | 91,4 | 523,0 | 78,8 | 375,7 | 65,3 | 478,7 | 70,6 % | +3 %           |
| Hydraulique                                             | 1,0   | 0,2  | 1,7   | 0,3  | 1,1   | 0,2  | 1,0   | 0,2  | 0,9   | 0,1 %  | -2 %           |
| Biomasse-déchets                                        | 31,6  | 5,8  | 39,0  | 6,8  | 123,1 | 18,5 | 120,8 | 21,0 | 117,6 | 17,3 % | +272 %         |
| Solaire, éolien                                         | 0,15  | 0,03 | 0,2   | 0,04 | 7,3   | 1,1  | 65,8  | 11,4 | 69,8  | 10,3 % | x469           |
| Chaleur                                                 |       |      |       |      | 8,9   | 1,3  | 10,0  | 1,7  | 9,5   | 1,4 %  | ns             |
| Total EnR                                               | 32,7  | 6,0  | 40,9  | 7,1  | 140,4 | 21,1 | 197,5 | 34,4 | 197,9 | 29,2 % | +505 %         |
| Total                                                   | 548,6 | 100  | 574,9 | 100  | 663,8 | 100  | 574,6 | 100  | 678,1 | 100 %  | +24 %          |
| Source des données : Agence internationale de l'énergie |       |      |       |      |       |      |       |      |       |        |                |

### Pétrole

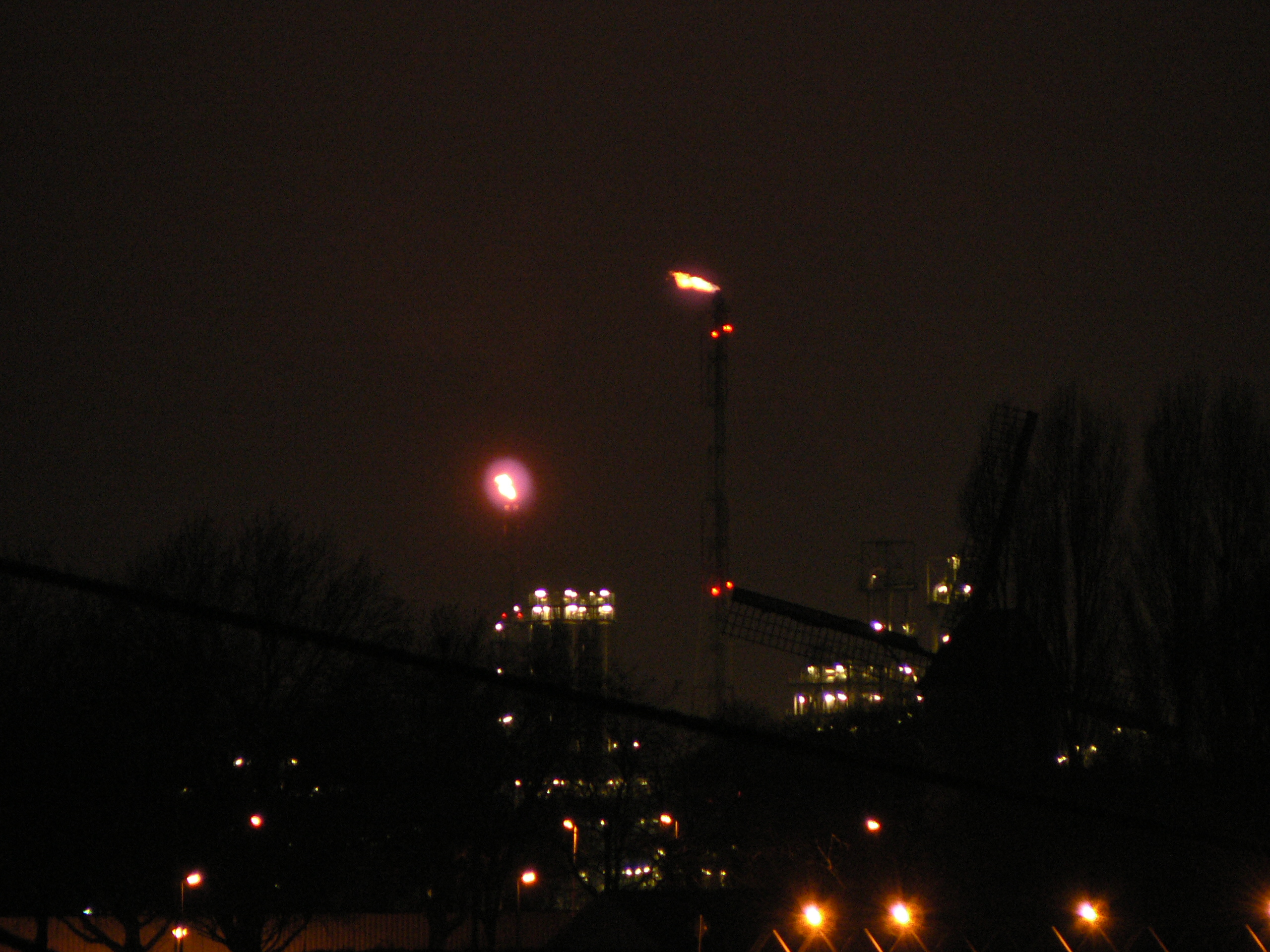
Torchage du gaz dans une raffinerie d'Anvers.

Ne disposant d'aucune source indigène de pétrole, la Belgique doit s'approvisionner sur les marchés mondiaux. Au cours des dernières décennies, le pays a diversifié ses sources d'approvisionnement. En 2004, ses principaux fournisseurs étaient la Russie, l'Arabie, l'Iran et la Norvège. La situation actuelle est fort différente de celle qui existait durant les années 1970, alors que la Belgique importait 87 % de son pétrole brut des pays membres de l'Organisation des pays exportateurs de pétrole (OPEP). La dépendance à l'égard de ces pays a chuté à 34 % en 2001 et à 31 % en 2004.
En 2022, la Belgique a importé 1 257 PJ de pétrole brut et 1 072 PJ de produits pétroliers et exporté 127 PJ de pétrole brut et 1 035 PJ de produits pétroliers.
L'Energy Institute estime la consommation de produits pétroliers en Belgique à 1,16 EJ en 2022, soit 0,6 % de la consommation mondiale et 4 % de celle de l'Europe. Elle baisse de 5,9 % en 2022 et de 5 % par rapport à 2012.
Le secteur du raffinage de pétrole est concentré à Anvers, où sont situées les quatre raffineries de pétrole du pays. Elles sont exploitées par Total, ExxonMobil, Belgian Refining Corporation (BRC) et Petroplus. La capacité de raffinage de ces installations s'établissait à 802 000 barils par jour en 2005. Petroplus a fait l'acquisition de la raffinerie de BRC, d'une capacité maximale de 110 000 barils par jour en mai 2006.
Le nombre de stations-service en Belgique a diminué de manière importante en une petite décennie passant de 7 177 en 1997 à 3 663 en 2005. Cette réduction importante s'explique par les problèmes de pollution des sols et par le trop grand nombre de détaillants. La moitié du gazole vendu en Belgique est livré directement aux entreprises propriétaires de flottes de véhicules. Quelque 800 entreprises sont actives dans le secteur de la distribution des produits pétroliers, notamment dans le secteur de la vente de fioul.

### Gaz naturel

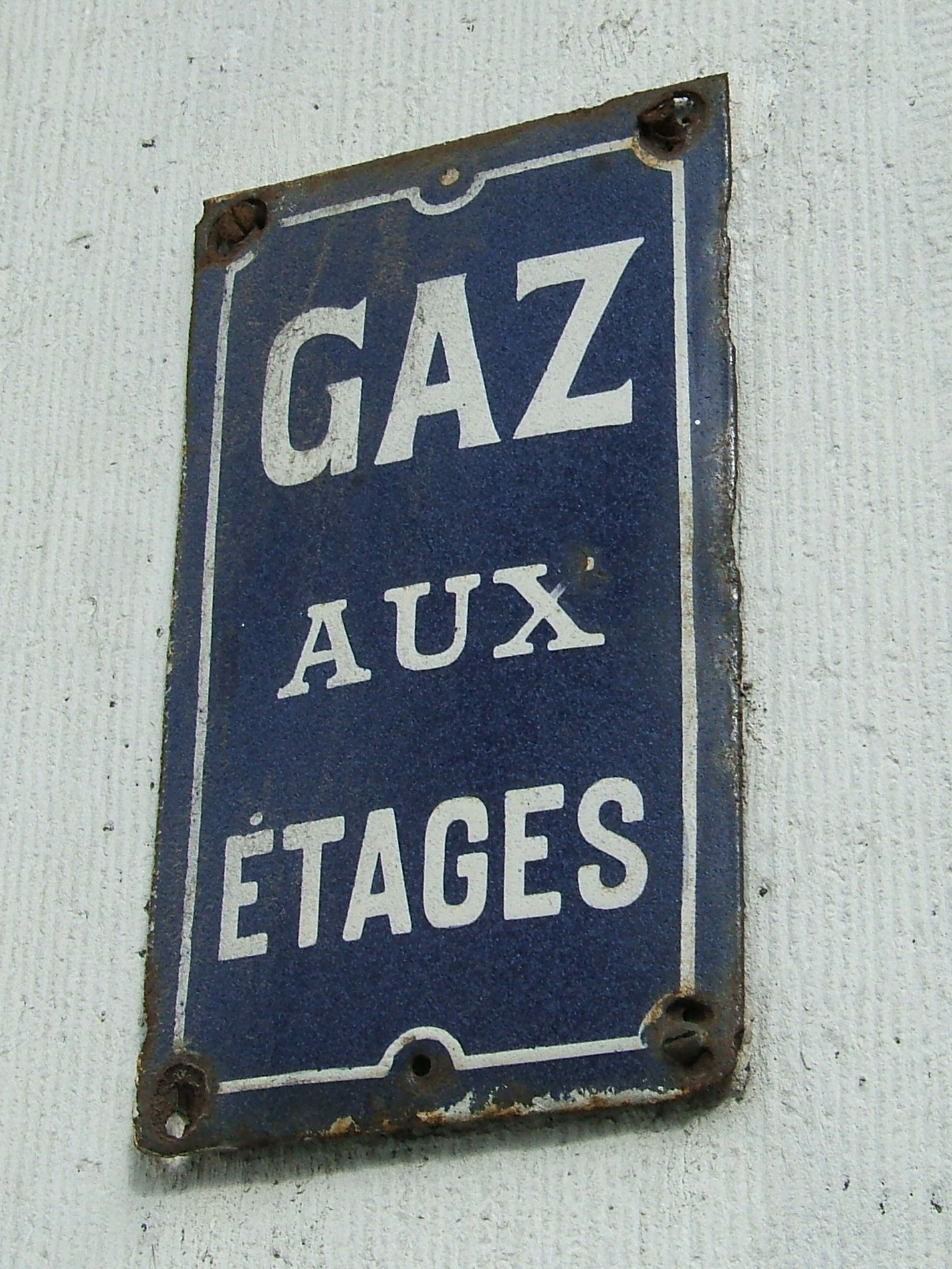
Une plaque « Gaz aux étages », typique des vieilles maisons de Bruxelles.

En 2022, la Belgique a produit 0,4 PJ de gaz naturel, en a importé 880 PJ, en a exporté 337 PJ et en a consommé 539 PJ.
L'Energy Institute estime la consommation de gaz naturel en Belgique en 2022 à 14,6 Gm3, soit 0,52 EJ, représentant 0,4 % de la consommation mondiale et 2,9 % de celle de l'Europe. Elle baisse de 14 % en 2022 et de 13 % par rapport à 2012. Les importations de gaz naturel liquéfié (GNL) ont atteint 12,4 Gm3 en 2022, en hausse de 128 % par rapport à 2021 et de 202 % en dix ans ; elles représentent 2,3 % des importations mondiales de GNL et 7,3 % de celles de l'Europe. Elles proviennent surtout du Qatar (55 %), de Russie (23 %) et des États-Unis (19 %).
La Belgique est une grande utilisatrice de gaz naturel avec une demande de 16,25 milliards de m3 en 2003, soit 4,2 % de la consommation des pays de l'UE-15. Elle occupe une position stratégique de carrefour continental entre les pays producteurs — Pays-Bas, Royaume-Uni et Norvège — et les pays consommateurs situés au sud et à l'est. La ville de Zeebruges est la plaque tournante du transport du gaz naturel en Belgique avec son port méthanier, ses installations de traitement du gaz naturel liquéfié, qui reçoit notamment des livraisons d'Algérie, et des interconnexions avec les principaux gazoducs d'Europe occidentale.
Les origines de l'industrie du gaz naturel en Belgique remontent à 1905 avec le début des opérations de Gazelec suivie, en 1929, de la formation de la société Distrigaz, qui a longtemps exercé une position dominante dans l'industrie. La position dominante de cette entreprise dans le secteur gazier belge a été l'une des premières cibles de la libéralisation des marchés énergétiques.
Le gouvernement a agi rapidement afin de dégrouper les activités de transport et de distribution à la suite de l'adoption de la première directive de l'Union européenne sur le gaz naturel en 1999, en forçant la scission entre les activités de distribution et celles de transport par gazoduc. Une nouvelle entreprise, Fluxys, a été mise en place pour gérer le réseau de transport de 3 800 km et les installations de stockage et de GNL, afin d'assurer un accès non-discriminatoire aux infrastructures de transport. Après la fusion entre les groupes GDF et Suez en 2007, l'Union européenne a forcé le groupe fusionné à se départir de ses intérêts dans Distrigaz, qui ont été cédés au groupe italien ENI pour la somme de 2,7 milliards €.

### Uranium
Les besoins en uranium des centrales nucléaires belges se sont élevés à 620 tU en 2015 et 1 305 tU en 2016, entièrement importés.

### Consommation d'énergie primaire
| Source                                                  | 1990    | %    | 2000    | %    | 2010    | %    | 2020    | %    | 2022    | % 2022 | var. 2022/1990 |
| Charbon                                                 | 442,5   | 22,1 | 335,7   | 13,8 | 158,5   | 6,3  | 99,4    | 4,7  | 114,1   | 5,4 %  | -74 %          |
| Pétrole                                                 | 735,1   | 36,7 | 949,0   | 39,0 | 967,7   | 38,5 | 762,5   | 36,2 | 767,9   | 36,3 % | +4 %           |
| Gaz naturel                                             | 342,0   | 17,1 | 559,7   | 23,0 | 701,1   | 27,9 | 633,2   | 30,1 | 539,2   | 25,5 % | +58 %          |
| Total fossiles                                          | 1 519,6 | 75,8 | 1 844,4 | 75,9 | 1 827,3 | 72,7 | 1 495,1 | 71,0 | 1 421,1 | 67,2 % | -6 %           |
| Nucléaire                                               | 466,1   | 23,2 | 525,3   | 21,6 | 523,0   | 20,8 | 375,7   | 17,8 | 478,7   | 22,6 % | +3 %           |
| Hydraulique                                             | 1,0     | 0,05 | 1,7     | 0,07 | 1,1     | 0,04 | 1,0     | 0,05 | 0,9     | 0,04 % | -2 %           |
| Biomasse-déchets                                        | 31,6    | 1,6  | 43,4    | 1,8  | 144,7   | 5,8  | 159,4   | 7,6  | 160,6   | 7,6 %  | +408 %         |
| Solaire, éolien                                         | 0,15    | 0,01 | 0,2     | 0,01 | 7,3     | 0,3  | 65,8    | 3,1  | 69,8    | 3,3 %  | x469           |
| Chaleur                                                 |         |      |         |      | 8,9     | 0,4  | 10,0    | 0,5  | 9,5     | 0,4 %  | ns             |
| Total EnR                                               | 32,7    | 1,6  | 45,3    | 1,9  | 162,0   | 6,4  | 236,1   | 11,2 | 240,8   | 11,4 % | +636 %         |
| Solde exp.électricité                                   | -13,4   | -0,7 | 15,6    | 0,6  | 2,0     | 0,1  | -1,2    | -0,1 | -27,1   | -1,3 % | ns             |
| Total                                                   | 2 004,9 | 100  | 2 430,5 | 100  | 2 514,3 | 100  | 2 105,7 | 100  | 2 113,6 | 100 %  | +5 %           |
| Source des données : Agence internationale de l'énergie |         |      |         |      |         |      |         |      |         |        |                |

L'Energy Institute estime la consommation d'énergie primaire du pays à 2,45 EJ en 2022, soit 0,4 % de la consommation mondiale. Elle se répartit en 73 % de combustibles fossiles (pétrole : 47 %, gaz naturel : 21 %, charbon : 5 %), 16 % d'énergie nucléaire et 11 % d'énergies renouvelables. La Belgique a une consommation d'énergie primaire par habitant très élevée, estimée à 210,2 GJ en 2022, en baisse de 6 % par rapport à 2012, supérieure de 178 % à la moyenne mondiale (75,7 GJ), de 62 % à celle de la France (129,8 GJ) et de 43 % à celle de l'Allemagne (147,5 GJ).

## Consommation finale d'énergie
La consommation finale d'énergie s'élevait à 1 696 PJ en 2021, dont 75,8 % par utilisation directe des combustibles fossiles (pétrole 45,6 %, gaz naturel 27,5 %, charbon 2,7 %), 5,8 % par utilisation de la biomasse et de déchets, 17,3 % sous forme d'électricité et 1,1 % de chaleur (réseaux de chaleur) ; sa répartition par secteur a évolué comme suit :
| Filière                                                 | 1990    | %    | 2000    | %    | 2010    | %    | 2020    | %    | 2021    | % 2021 | var. 2021/1990 |
| Industrie                                               | 439,8   | 32,6 | 534,1   | 30,5 | 469,0   | 26,3 | 428,7   | 27,0 | 453,8   | 26,7 % | +3 %           |
| Transport                                               | 285,1   | 21,1 | 342,3   | 19,6 | 374,4   | 21,0 | 319,0   | 20,1 | 352,9   | 20,8 % | +24 %          |
| Résidentiel                                             | 347,1   | 25,7 | 397,5   | 22,7 | 401,6   | 22,5 | 324,0   | 20,4 | 351,6   | 20,7 % | +1 %           |
| Tertiaire                                               | 120,4   | 8,9  | 145,5   | 8,3  | 208,9   | 11,7 | 183,1   | 11,5 | 188,4   | 11,1 % | +56 %          |
| Agriculture                                             | 20,9    | 1,5  | 33,2    | 1,9  | 34,7    | 1,9  | 37,4    | 2,4  | 37,5    | 2,2 %  | +79 %          |
| Non spécifié                                            | 4,1     | 0,3  | 4,4     | 0,3  | 2,2     | 0,1  | 1,7     | 0,1  | 1,4     | 0,1 %  | ns             |
| Usages non énergétiques (chimie)                        | 131,8   | 9,8  | 293,2   | 16,8 | 294,8   | 16,5 | 293,4   | 18,5 | 311,0   | 18,3 % | +136 %         |
| Total                                                   | 1 349,1 | 100  | 1 750,2 | 100  | 1 785,6 | 100  | 1 587,2 | 100  | 1 696,5 | 100 %  | +26 %          |
| Source des données : Agence internationale de l'énergie |         |      |         |      |         |      |         |      |         |        |                |

## Électricité

### Évolution de l'industrie
L'industrie électrique belge, construite au départ sous la forme d'une organisation communale, donc décentralisée, a passé par plusieurs vagues de concentration successives à compter de 1976 avant de passer sous le contrôle de la compagnie de Suez dans les années 1990.
La phase de consolidation qui devait mener au contrôle par Suez du secteur électrique belge a débuté en 1976, par la création de trois grands acteurs du secteur, Ebes, Unerg et Intercom, contrôlée par un groupe, Electrobel. Jusqu'au début des années 1980, la Société générale de Belgique contrôlait la Société de Traction et d'Électricité (devenue Tractionel) et était associée avec d'autres groupes, dont le groupe Bruxelles Lambert, au sein d'Electrobel.
Electrobel et Tractionel fusionnent en 1986 pour donner naissance à Tractebel. Après l'intervention de Suez comme « chevalier blanc » de la Société générale de Belgique en réponse à l'attaque de l'italien Carlo De Benedetti en 1988, Tractebel fusionne Ebes, Unerg et Intercom, trois entreprises qu'elle contrôle déjà au sein d'Electrabel.
Au terme de la fusion de 1990, Suez contrôlait donc, par l'intermédiaire de Tractebel, la presque totalité de la production, et par le biais des intercommunales mixtes, les deux tiers du marché de la distribution de l'électricité en Belgique. Les fusions successives étaient justifiées à l'époque par l'intérêt de se présenter comme l'interlocuteur privé belge unique, tout en étant d'une dimension suffisante par rapport à ses interlocuteurs européens.
Parallèlement à cette vague de concentration dans le secteur privé, les entreprises d'électricité publiques jouent aussi le jeu des regroupements. Constituée en 1978, la SPE (renommé Luminus en 2011) regroupe des communes et des villes : Dixmude, Flémalle, Gand, Grâce-Hollogne, Harelbeke, Merksplas et Seraing ainsi que des intercommunales : la Socolie à Liège, la VEM et WVEM en Flandre et Electrhainaut. Craignant qu'elle devienne le cheval de Troie d'un concurrent étranger, Electrabel signe une pax electrica avec la SPE au début des années 1990. En 2000, SPE-Luminus était la deuxième société d'électricité belge, avec 8,5 % de la production.

### Production

La production d'électricité en Belgique est dominée par le nucléaire (en gris) depuis le milieu des années 1980.

En 2021, la part de l'électricité dans la consommation finale d'énergie était de 17,3 %.
En 2023, la Belgique a produit l'essentiel de son électricité à partir du nucléaire : 39,9 %, des combustibles fossiles : 23,7 %, et des énergies renouvelables : 34,3 %. Le solde des échanges extérieurs d'électricité est redevenu importateur en 2023 (2,0 % de la production) après avoir été exportateur de 7,8 % en 2021 en 2022 grâce à la remontée de la production nucléaire.
| Source                                                  | 1990  | %    | 2000  | %    | 2010  | %    | 2020  | %    | 2023  | % 2023 | var. 2023/1990 |
| Charbon                                                 | 19,85 | 28,0 | 16,03 | 19,1 | 5,95  | 6,3  | 1,88  | 2,1  | 1,85  | 2,2 %  | -89 %          |
| Pétrole                                                 | 1,31  | 1,9  | 0,80  | 0,9  | 0,41  | 0,4  | 0,12  | 0,1  | 0,11  | 0,1 %  | -91 %          |
| Gaz naturel                                             | 5,40  | 7,6  | 15,98 | 19,0 | 31,42 | 33,0 | 26,78 | 30,0 | 17,61 | 21,4 % | +226 %         |
| Total fossiles                                          | 26,57 | 37,5 | 32,80 | 39,0 | 37,77 | 39,7 | 28,77 | 32,2 | 19,57 | 23,7 % | -26 %          |
| Nucléaire                                               | 42,72 | 60,2 | 48,16 | 57,3 | 47,94 | 50,4 | 34,43 | 38,5 | 32,93 | 39,9 % | -23 %          |
| Hydraulique                                             | 0,90  | 1,3  | 1,70  | 2,0  | 1,67  | 1,8  | 1,31  | 1,5  | 1,68  | 2,0 %  | +87 %          |
| Biomasse                                                | 0,14  | 0,2  | 0,26  | 0,3  | 3,74  | 3,9  | 4,36  | 4,9  | 2,74  | 3,3 %  | x19            |
| Déchets renouv.                                         | 0,14  | 0,2  | 0,31  | 0,4  | 0,65  | 0,7  | 0,90  | 1,0  | 0,97  | 1,2 %  | +590 %         |
| Éolien                                                  | 0,007 | 0,01 | 0,016 | 0,02 | 1,29  | 1,4  | 12,82 | 14,3 | 15,64 | 19,0 % | x2235          |
| Solaire                                                 |       |      |       |      | 0,56  | 0,6  | 5,11  | 5,7  | 7,29  | 8,8 %  | ns             |
| Total EnR                                               | 1,19  | 1,7  | 2,28  | 2,7  | 7,99  | 8,4  | 24,46 | 27,4 | 28,31 | 34,3 % | +1531 %        |
| Déchets non renouv.                                     | 0,44  | 0,6  | 0,77  | 0,9  | 1,18  | 1,3  | 1,24  | 1,4  | 1,10  | 1,3 %  | +150 %         |
| Autres sources                                          |       |      |       |      | 0,25  | 0,3  | 0,50  | 0,6  | 0,53  | 0,6 %  | ns             |
| Total                                                   | 70,92 | 100  | 84,01 | 100  | 94,58 | 100  | 89,45 | 100  | 82,44 | 100 %  | +16 %          |
| Source des données : Agence internationale de l'énergie |       |      |       |      |       |      |       |      |       |        |                |

L'Energy Institute estime la production d'électricité de la Belgique en 2022 à 95,2 TWh, en baisse de 5,3 % en 2022, mais en hausse de 15 % en dix ans, soit 0,3 % de la production mondiale et 2,4 % de celle de l'Europe. La part de l'éolien est estimée à 12,5 %, celle du solaire à 7,1 % et celle des autres EnR (biomasse, déchets) à 4,7 %.
La production d'électricité en Belgique a baissé de 0,5 % par an en moyenne sur la décennie 2002-2012, après avoir connu une croissance soutenue au cours des 35 années 1974-2004, où la production a plus que doublé, progressant à un taux de 2,4 % par année en moyenne. L'ouverture de deux centrales nucléaires, d'une puissance installée de près de 6 000 MW, à Doel et à Tihange entre 1974 et 1985 a installé l'énergie nucléaire au premier rang : elle fournit plus de la moitié de la demande nationale. Depuis la fin des années 1990, la construction de centrales au gaz naturel s'est accélérée. L'usage du gaz a déplacé le charbon comme deuxième source énergétique dans le secteur de la production de l'électricité.
À l'automne 2014, trois réacteurs nucléaires étant à l’arrêt en Belgique, un risque sérieux pesait sur la sécurité d’approvisionnement durant l'hiver 2014-2015. Le gestionnaire du réseau de transport d’électricité, Elia, avait chiffré très précisément le risque : entre 49 et 116 heures d’interruption selon la rigueur des températures hivernales, soit, potentiellement, quelques heures de délestage quotidien pendant plusieurs dizaines de jours pour une partie significative de la population belge. La cause de cette situation tendue était l'arrêt depuis le printemps 2014, pour cause de microfissures dans leur cuve, de deux des sept réacteurs nucléaires belges, Doel 3 et Tihange 2, exploités depuis trente-deux ans par Electrabel, filiale de GDF Suez, ainsi que la mise à l’arrêt, à l'été 2014, d’un troisième réacteur, Doel 4, à la suite d'un sabotage mystérieux. Sur 20 600 MW de capacité de production électrique (dont 4 400 MW de solaire et d’éolien), 3 200 MW étaient ainsi indisponibles, laissant craindre pour la première fois à cette échelle un risque de pénurie d’électricité pour l'hiver. Un plan de coupures tournantes avait été mis au point. Deux centrales au gaz qui avaient annoncé leur fermeture, celle de Vilvorde, propriété de l’allemand E.ON, et celle de Seraing, propriété de Luminus, ont été maintenues en service. Certaines communes belges ont signé un accord de paix avec Elia pour mettre fin aux procédures qui bloquaient des projets de modernisation du réseau, comme Bruges ou Maldegem, où devait se construire une ligne à 380 000 volts entre Zeebruges et Zomergem. Le choix d’une sortie progressive du nucléaire acté en 2012 est aussi remis en question. Les réacteurs Doel 1 (392 MW net) et Doel 2 (433 MW net), qui devaient fermer définitivement en 2015 après quarante années d’exploitation, pourraient ainsi bénéficier, si l’État et GDF Suez s’accordent sur leur rentabilité, d’une prolongation d’exploitation de dix ans.
Grâce à la clémence de la météo, la Belgique n'a pas eu à subir de délestage. Le pic de demande en électricité en Europe a été le plus faible des dix dernières années ; malgré cela, la Belgique a dû largement importer de l’électricité produite en France et aux Pays-Bas, quasiment en permanence durant tout l’hiver. Si la Belgique avait connu des conditions climatiques identiques à celles de l’hiver 2010-2011, il aurait fallu délester 25 jours en décembre 2014 et janvier 2015, soit près d’un jour sur deux. La situation ne devrait guère s’améliorer lors de l’hiver 2015-16, car le sort des réacteurs microfissurés de Doel 3 et Tihange 2 reste toujours incertain, alors que la prolongation de Doel 1 et 2 n’a toujours pas été actée officiellement. Pour ne rien arranger, douze centrales au gaz ont annoncé que, faute de rentabilité, elles fermeraient avant la fin de l’année.
Un accord a été trouvé entre l'état belge et Electrabel : le projet de loi prolongeant de dix ans la durée de vie des réacteurs de Doel 1 et 2 a été approuvée par le Parlement en juin 2015.
Selon le Forum nucléaire belge, la sortie du nucléaire en 2025 ferait passer la part des combustibles fossiles dans la production d'électricité de 37 % en 2018 à 59 % en 2030, augmentant donc les émissions de CO2 ; la Belgique se trouverait alors à l'avant-dernière place des grands pays de l'Union européenne en matière de décarbonation de la production d'électricité, suivie par la Pologne.

#### Énergie nucléaire

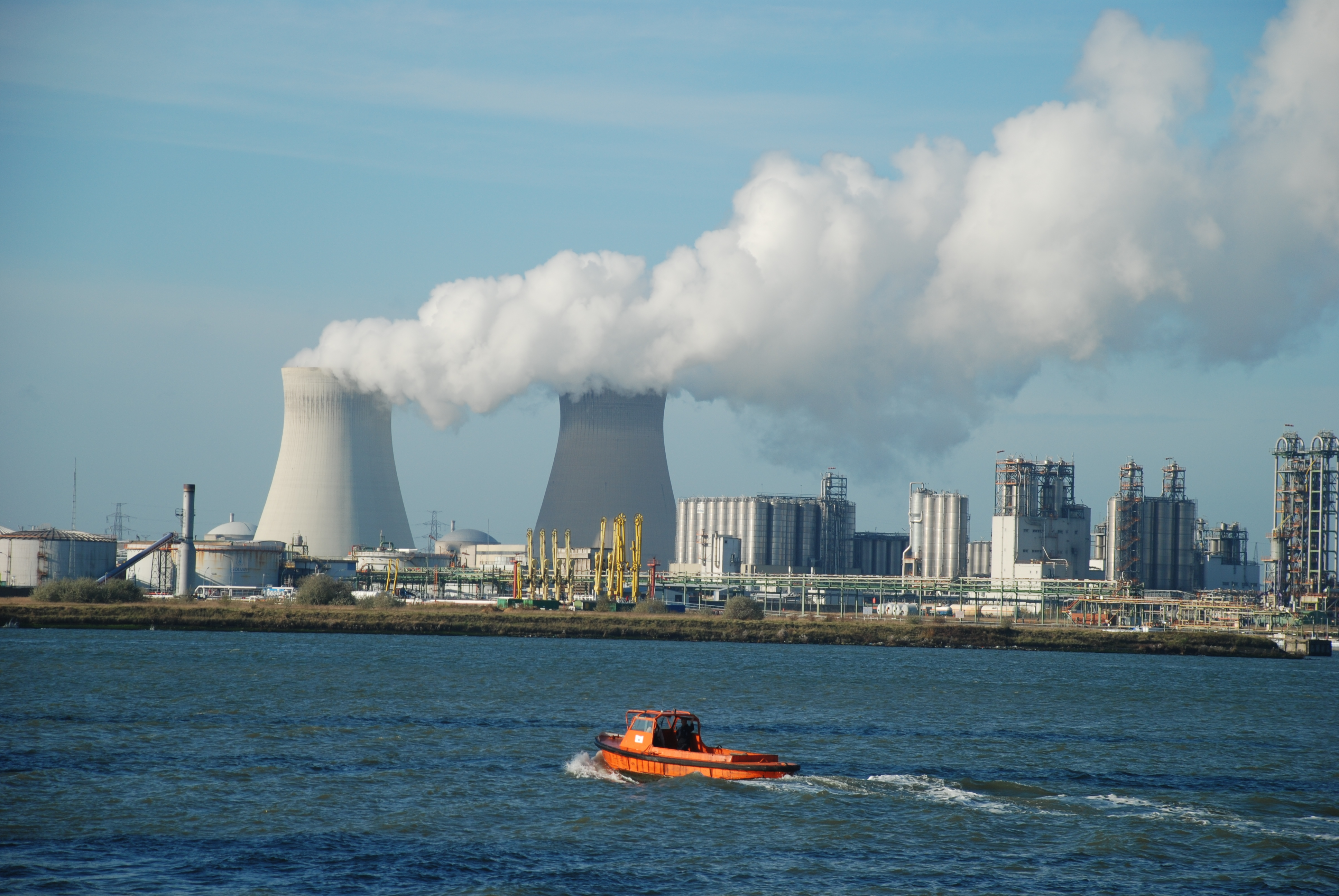
La centrale nucléaire de Doel, sur le bord de l'Escaut.

Les centrales nucléaires occupent une part importante de la production d'électricité en Belgique. Le pays compte 7 réacteurs, répartis en deux sites, à Tihange (2 985 MW) en région wallonne et à Doel (2 839 MW) en région flamande. Les réacteurs sont exploités par Electrabel (filiale à 100% d'Engie), qui détient une participation majoritaire sur 6 des 7 réacteurs, et Luminus détient un intérêt de 10,2 % dans deux réacteurs de Doel et deux à Tihange,. Tihange 1 est détenu à parts égales entre Electrabel et Électricité de France.
Mis en service entre 1974 et 1985, les sept réacteurs, totalisant 5 942 MW de puissance installée nette, ont produit 41 TWh d'électricité en 2019, soit 47,6 % de toute l'électricité produite dans le pays.
En janvier 2003, le Parlement fédéral a adopté une loi qui proscrit la construction de nouvelles centrales nucléaires et qui impose la fermeture des centrales existantes après 40 ans d'exploitation, soit entre 2015 et 2025. La loi prévoit toutefois la possibilité de maintenir les centrales en opération sur recommandation de la CREG, dans le cas où la fermeture des installations menacerait la sécurité des approvisionnements énergétiques du pays.
En octobre 2009, le groupe GEMIX a remis son rapport au ministre fédéral du Climat et de l'Énergie, Paul Magnette. Ce document tente de donner des pistes sur la répartition des sources d'énergie en 2020 et 2030. Le sujet des centrales nucléaires y est notamment abordé.
Le gouvernement belge décide le 18 décembre 2014 de prolonger de quarante à cinquante ans la durée de vie de deux réacteurs nucléaires, Doel 1 et Doel 2 (450 mégawatts chacun). En vertu du calendrier de sortie du nucléaire décidé en 2003, Doel 1 devait être arrêté en février 2015, et Doel 2 en décembre 2015 ; le gouvernement précédent avait déjà décidé la prolongation d'exploitation du réacteur Tihange 1 (1 000 MW), de quarante à cinquante ans, jusqu’en 2025. En juillet 2015, un accord est trouvé entre le gouvernement et Electrabel : la taxe payée par les exploitants de centrales nucléaires, dénommée « contribution nucléaire », est ramenée de 407 M€ en 2014 à 200 M€ en 2015 et 130 M€ en 2016, afin de permettre à Electrabel de financer les 700 M€ d'investissements nécessaires à la prolongation de dix ans de Doel 1 et 2 ; Electrabel doit de plus payer à partir de 2016 une redevance annuelle de 20 M€.
Dans son rapport annuel 2016 sur la politique énergétique de la Belgique, l'AIE souligne les risques liés au projet de sortie du nucléaire d'ici 2025, qui compromettrait les efforts du pays pour assurer la sécurité électrique et l'approvisionnement en électricité bas carbone ; elle recommande d'étaler cette sortie en laissant les centrales fonctionner tant que le régulateur les considère sûres.
En octobre-novembre 2018, seul un des sept réacteurs nucléaires de la Belgique reste en fonctionnement, du fait de l’arrêt pour maintenance forcée de plusieurs réacteurs en raison d’anomalies dans la structure en béton des installations.
En octobre 2019, le président d’Electrabel, Johnny Thijs, déclare vouloir prolonger l’exploitation de trois réacteurs nucléaires (Tihange 1 et 3 et Doel 4) au-delà de 2025, cette prolongation nécessite un investissement de 1,3 milliard d’euros, mais évite le rejet de 8 millions de tonnes de CO2 par an tout en sauvegardant une partie des emplois de la filière électronucléaire. Les écologistes belges souhaitant eux le remplacement du nucléaire (12g de CO2/kwh) par de nouvelles centrales à gaz malgré leurs émissions de CO2 bien supérieures (500g de CO2/kwh contre 12g de CO2/kwh pour le nucléaire). La fermeture des centrales nucléaires belges pourrait entraîner une augmentation de 48 à 72 % des émissions de CO2 liées à la production d'énergie d'ici 2030, selon le professeur d'économie Johan Albrecht (Université de Gand) ; et 50% selon le cabinet PWC, 
Le conseil des ministres approuve en juillet 2018 l’avant-projet de loi mettant en place un mécanisme de rémunération des capacités, outil essentiel pour disposer de suffisamment de capacités de production une fois les centrales nucléaires fermées en 2025. En effet, les centrales au gaz peinent à trouver une rentabilité, vu les faibles prix des marchés de l’électricité et le développement des renouvelables ; or ces centrales sont nécessaires pour répondre aux pics de demandes d’électricité, et la situation va encore s’aggraver avec la sortie du nucléaire. Le gestionnaire du réseau à haute tension Elia estimait en 2017 qu’au moins 3 600 MW de nouvelles capacités seraient nécessaires pour compenser l’arrêt de Doel et Tihange. Le coût du mécanisme de rémunération des capacités, évalué par PwC à 345 millions d’euros par an, sera répercuté sur la facture des consommateurs. En avril 2019, la proposition de loi-cadre sur le mécanisme de rémunération de capacité (CRM) a reçu un large appui à la Chambre ; ce texte vise à soutenir les centrales au gaz pour assurer la sortie du nucléaire en 2025. Les écologistes ont voté pour, avec le soutien de Greenpeace ; c’est la première fois qu’une association mondiale à vocation environnementale prône officiellement le recours aux énergies fossiles.
Le Centre d'étude de l'énergie nucléaire, à Mol, développe le projet Myrrha (Multi-purpose hYbrid Research Reactor for High-tech Applications), un réacteur de recherche doté d'un accélérateur de particules qui produit des protons, qui sont à la base de la réaction en chaîne du processus nucléaire ; ceci rend le réacteur « sous-critique », c'est-à-dire que celui-ci doit être constamment alimenté par une source externe, si bien que, lorsque l'accélérateur de particules s'éteint, la réaction nucléaire s'arrête ; ceci élimine tout risque d'emballement de la réaction. Ce réacteur sera refroidi par un mélange plomb-bismuth, liquide à 125 °C, qui présente l'avantage de ne pas ralentir les neutrons, leur permettant de « casser » les noyaux des atomes de transuraniens tels que plutonium, neptunium, américium et curium, ce qui transmuterait ces isotopes, radioactifs pendant plusieurs centaines de milliers d'années, en isotopes de durée de vie limitée à quelques siècles. Le projet Myrrha sera mené en plusieurs étapes s'achevant en 2033 ; le gouvernement fédéral s'est engagé à financer 40 % de cette nouvelle infrastructure ; d'autres pays partenaires sont recherchés pour boucler son financement : l'Allemagne, le Japon et le Royaume-Uni se sont montrés intéressés.
En octobre 2019, un sondage révèle une forte remontée des opinions favorables au nucléaire par rapport au sondage similaire de 2017 : 59 % estiment que l'énergie nucléaire présente plus d’avantages que d’inconvénients contre 49 % en 2017, 46 % sont favorables au maintien du nucléaire en Belgique pour la production d'électricité au-delà de 2025 contre 30 % en 2017, 69 % considèrent qu'il ne sera pas possible de fermer les centrales nucléaires d'ici à 2025 sans mettre en danger l'approvisionnement énergétique, 63 % pensent que de nouvelles centrales nucléaires plus modernes peuvent être construites pour remplacer à terme les anciennes, 77 % considèrent que remplacer les centrales nucléaires par des centrales à gaz émettant bien plus de CO2 n'est pas une bonne chose,.
Engie annonce en novembre 2020 l'arrêt de tous ses projets visant à prolonger la durée de vie de ses deux centrales de Doel et Tihange. Alors que la loi prévoit l'arrêt progressif des sept réacteurs belges, répartis dans les deux centrales, entre 2022 et 2025, le gouvernement de coalition dirigé par Alexander De Croo, au pouvoir depuis septembre, a confirmé cette sortie du nucléaire d'ici cinq ans, mais en précisant que les deux dernières unités, Tihange 3 et Doel 4, pourraient être prolongées si des incertitudes subsistaient sur la sécurité d'approvisionnement du pays. Le gouvernement ne prendra pas de décision sur ce point avant la fin de 2021. Or Engie estime qu'il faudra cinq années pleines pour préparer la fermeture des deux derniers réacteurs, ce qui requiert une décision de principe au plus tard fin 2020. La prolongation de l'exploitation des deux tranches coûterait entre 500 millions et un milliard d'euros d'investissements.
En octobre 2021, alors que les prix du gaz flambent et que les inondations meurtrières de l'été ont rappelé aux Belges qu'ils sont concernés par le réchauffement climatique, la sortie du nucléaire prévue pour 2025 est contestée par les libéraux, arguant qu'il est difficile d'expliquer à l'opinion qu'on veut réduire les émissions de gaz à effet de serre et en même temps construire de nouvelles centrales à gaz qui rejettent du CO2 ; de nombreux responsables politiques réclament qu'on garde les réacteurs de Doel 4 et Tihange 3. Des autorités régionales compliquent l'obtention des permis de construire de certains projets gaziers, comme dans le Brabant flamand. Mais Engie estime que pour prolonger Doel 4 et Tihange 3 au-delà de 2025, il aurait fallu en prendre la décision dès la fin 2020 pour avoir le temps de faire les études d'impact, d'inscrire cette prolongation dans la loi et faire les travaux de consolidation nécessaires.
Le 23 décembre 2021, les partenaires de la coalition gouvernementale trouvent un accord sur l'arrêt programmé des sept réacteurs du pays à l'horizon 2025. Mais le président du Mouvement réformateur, Georges-Louis Bouchez, continue à affirmer que le « plan B », qui prévoit de prolonger le fonctionnement de certains réacteurs, « n'est pas mort », contrairement à ce qu'affirme Engie, et le Premier ministre belge, Alexander De Croo, pose deux conditions à la sortie du nucléaire : « la sécurité d'approvisionnement et la maîtrise des prix » ; il a également annoncé un plan d'investissement de 100 millions d'euros sur quatre ans pour la recherche sur les petits réacteurs modulaires (SMR) , qu'il juge « plus sûrs ». En 2019, la Belgique a lancé le « Mécanisme de rémunération des capacités » (CRM), un système d'enchères pour permettre de trouver de nouvelles capacités énergétiques et compenser à long terme l'arrêt des réacteurs. Mais ce programme se heurte aux oppositions politiques et la décision définitive ne sera prise qu'en mars, après la publication en janvier d'un rapport sur les alternatives au nucléaire. La construction de nouvelles centrales au gaz augmenterait largement les émissions de CO2 du pays, ce qui a conduit la ministre flamande de l'Environnement, Zuhal Demir, dont le parti nationaliste N-VA milite contre l'abandon du nucléaire, à refuser un permis de construire.
À la suite de l'invasion de l'Ukraine par la Russie en 2022, le gouvernement belge décide, le 18 mars 2022, de prolonger de dix ans l'exploitation de deux réacteurs d'Engie, Doel 4 et Tihange 3, qui devaient fermer en 2025, afin de « renforcer l'indépendance du pays vis-à-vis des énergies fossiles dans un contexte géopolitique chahuté », selon le Premier ministre Alexander De Croo. Engie annonce qu'une telle décision nécessite au moins cinq ans de travaux préparatoires techniques et réglementaires et évalue le coût de cette prolongation à près d'un milliard d'euros. Il est très probable qu'il faudra arrêter les réacteurs comme prévu en 2025, puis les redémarrer une fois les travaux réalisés et les autorisations obtenues, en 2027,.
En avril 2022, l'Agence internationale de l'énergie publie son analyse quinquennale sur la politique énergétique belge. Elle constate que, malgré un développement important de énergie éolienne offshore (sixième rang mondial), les émissions de gaz à effet de serre de la Belgique ont à peine diminué ces dernières années ; sa dépendance aux combustibles fossiles augmentera au moins jusqu'en 2030. Bien que la part des énergies renouvelables ait doublé au cours de la dernière décennie, elles ne représentaient que 13 % de la demande énergétique totale en 2020. L'abandon progressif de l'énergie nucléaire entraînera une dépendance accrue à l'égard des combustibles fossiles et une augmentation des émissions. L'électrification est un aspect essentiel de toute transition énergétique, mais en Belgique, elle est freinée par des structures tarifaires qui augmentent considérablement le coût de l'électricité.
Le 22 juillet 2022, le gouvernement belge signe avec Electrabel, filiale d'Engie, un premier accord de principe posant les conditions d'une prolongation des deux unités nucléaires les plus récentes du pays jusqu'en 2035. L'exploitation des deux réacteurs sera confiée à une coentreprise détenue à parts égales par l'État belge et Electrabel. Les coûts futurs liés à la gestion des déchets nucléaires et du combustible usés seront plafonnés. Engie met en avant de caractère « non engageant » de la lettre d'intention signée avec l'État belge, qui indique se donner jusqu'à la fin 2022 pour aboutir à un accord définitif et le soumettre à la Commission européenne.
Le 23 septembre 2022, Engie met à l'arrêt définitif le réacteur numéro 3 de la centrale de Doel, âgé de 40 ans.
Le 9 janvier 2023, le gouvernement belge valide l'accord de principe négocié avec Engie, qui s'est engagé à lancer dès que possible les études environnementales et techniques pour la prolongation de Doel 4 et Tihange 3, avec l'objectif que les réacteurs soient opérationnels pour l'hiver 2026-2027. Engie a obtenu que le coût du passif nucléaire, et notamment du traitement des déchets, soit plafonné.
Le 29 juin 2023, Engie annonce avoir trouvé un terrain d'entente avec le gouvernement belge sur les conditions de la prolongation des réacteurs Doel 4 et Tihange 3. L'accord devra être validé fin juillet et signé au quatrième trimestre 2023, puis ratifié par le Parlement. Le point crucial de cet accord est la fixation à 15 milliards d'euros du montant imputable à Engie pour traiter les déchets nucléaires issus de l'exploitation des sept installations d'Electrabel. Cette somme devra être versée à l'État belge en deux fois : 80 % au « closing » de l'opération en 2024 et 20 % lors du redémarrage des réacteurs en 2026.
En février 2025, le nouveau gouvernement de Bart De Wever déclare vouloir prolonger le parc existant de 4 GW, exploité par Engie, et construire des nouveaux réacteurs pour 4 GW également ; il souhaite en priorité allonger de dix années supplémentaires, donc jusqu'en 2045, la durée de vie des réacteurs Doel 4 et Tihange 3.
Le 15 mai 2025, les députés votent à une large majorité l'abrogation de la loi de 2003, supprimant ainsi toute référence à une sortie de l'atome en 2025 ou plus tard, ainsi que l'interdiction qui était faite à la Belgique de construire de nouvelles capacités de production nucléaire.

#### Énergies renouvelables
En 2022, la Belgique a produit 26,4 % de son électricité à partir d'énergies renouvelables (EnR) : éolien (12,6 %), solaire (7,4 %), biomasse (3,9 %), hydraulique (1,7 %), déchets (0,8 %) ; le système de soutien aux EnR basé sur les certificats verts a été particulièrement efficace puisque la part des EnR est passée de 2,7 % en 2000 à 26,4 % en 2022 ; leur production a été multipliée par 11 en 22 ans.

##### Biomasse
La biomasse était en tête des EnR belges avec 43,4 % de la production d'électricité renouvelable en 2012 ; son développement a été très dynamique au cours de la décennie 2002-2012 : +20,6 % par an en moyenne, mais en 2012 sa production s'est stabilisée à 4,7 TWh. La filière biomasse est principalement constituée de sa composante solide (3,1 TWh) qui dispose de nombreuses opportunités de croissance : la Belgique est pionnière pour la conversion des centrales à charbon à la co-combustion ou à la combustion 100 % biomasse ; le charbon est en général remplacé par des granulés de bois ; par exemple, la centrale de Rodenhuize a été intégralement convertie à la biomasse en septembre 2011. Les déchets municipaux contribuent pour 0,8 TWh, le biogaz pour 0,5 TWh et la biomasse liquide pour 0,22 TWh.
Le pays possède d’importantes ressources en biocarburants, tant agricoles avec le colza et la betterave pour l’huile végétale pure, le biodiesel et le bioéthanol; que sylvicoles avec des forêts étendues sur le massif Ardennais pour la production d’éthanol cellulosique. Malheureusement l’important lobby pétrolier Anversois, essentiellement flamand, a réussi à interdire la commercialisation de l’E85, ce qui constitue de fait un obstacle majeur a l’extension des véhicules Flex-Fuel.
La production de biogaz est en croissance avec plusieurs installations tant privées que publiques. Les matières de bases sont les déchets organiques provenant des élevages, de l’agriculture et de l’industrie alimentaires. Les boues de station d’épuration constituent une autre source importante. Le biogaz est essentiellement transformé en chaleur et en électricité dans des unités de cogénération.
Le bois énergie se développe essentiellement sous la forme de traditionnels « feux ouvert », avec également des installations à pellets.
La thermolyse est développée pour des applications de cogénération à base de bois, notamment à Gedinne.

###### Potentiel solaire

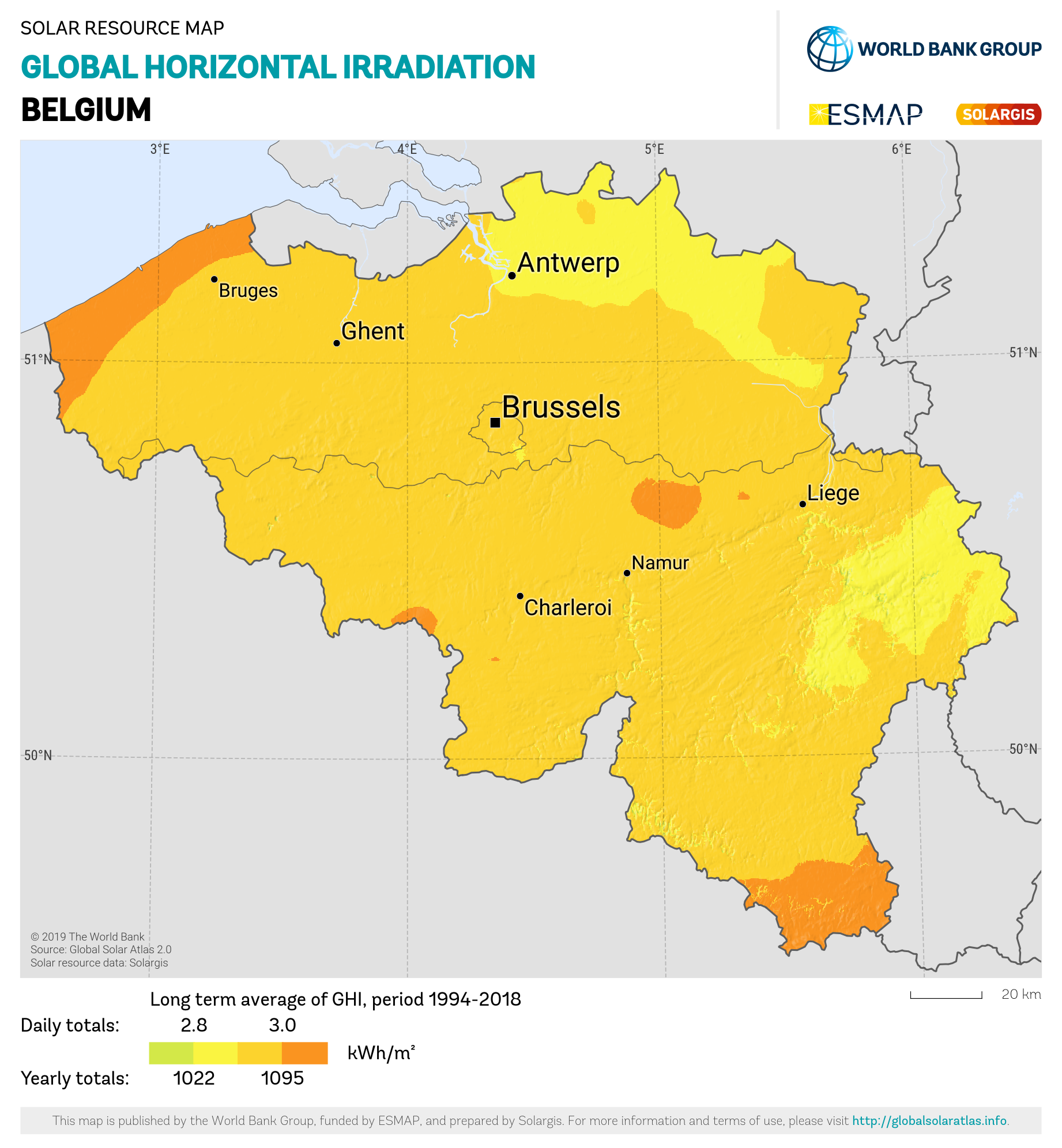
Carte de l'irradiation horizontale globale moyenne en Belgique. Source : GlobalSolarAtlas-Solargis.

##### Solaire

###### Production
Selon EurObserv'ER, la Belgique a produit 8 000 GWh d'électricité photovoltaïque en 2024, en progression de 2,3 %, soit 2,7 % de la production de l'Union européenne (UE), au 10e rang des producteurs photovoltaïques de l'UE, derrière l'Allemagne (25,0 %), l'Espagne (18,1 %), l'Italie (12,1 %), la France (8,2 %), les Pays-Bas (7,3 %), etc.
L'Agence internationale de l'énergie estime la pénétration théorique du solaire photovoltaïque belge à 12,6 % de la production totale d'électricité fin 2024 (moyenne de l'UE : 14,0 %) ; cette estimation est basée sur la puissance installée au 31/12/2024, donc supérieure à la production réelle de l'année. La Belgique est au 21e rang mondial, loin derrière la Grèce (27,9 %), les Pays-Bas (25,5 %), l'Espagne (24,0 %), la Hongrie (20,6 %), le Chili, l'Australie, l'Allemagne (19,8 %), mais devant la France (7,3 %).
La production d'électricité photovoltaïque de la Belgique atteignait 7 062 GWh en 2022, soit 7,4 % de la production d'électricité du pays, contre 5 618 GWh en 2021, en progression de 25,7 %.
| Année | Production (GWh) | Variation | Part prod.élec. |
| 2008  | 42               |           | 0,05 %          |
| 2009  | 166              | +295 %    | 0,2 %           |
| 2010  | 560              | +237 %    | 0,6 %           |
| 2011  | 1 169            | +109 %    | 1,3 %           |
| 2012  | 2 148            | +83,7 %   | 2,6 %           |
| 2013  | 2 644            | +23,1 %   | 3,2 %           |
| 2014  | 2 886            | +9,2 %    | 4,0 %           |
| 2015  | 3 056            | +5,9 %    | 4,4 %           |
| 2016  | 3 095            | +1,3 %    | 3,6 %           |
| 2017  | 3 308            | +6,9 %    | 3,8 %           |
| 2018  | 3 903            | +18,0 %   | 5,2 %           |
| 2019  | 4 252            | +8,9 %    | 4,5 %           |
| 2020  | 5 112            | +20,2 %   | 5,7 %           |
| 2021  | 5 618            | +9,9 %    | 5,6 %           |
| 2022  | 6 876            | +22,4 %   | 7,4 %           |
| 2023  | 7 286            | +6,0 %    | 8,8 %           |
| 2024  | 8 000            | +9,8 %    |                 |

En 2023, selon EurObserv'ER, la Belgique a produit 7 285 GWh d'électricité photovoltaïque, en progression de 6 %, soit 3,0 % de la production de l'Union européenne (UE), au 8e rang des producteurs photovoltaïques de l'UE, derrière l'Allemagne (25,1 %), l'Espagne (17,6 %), l'Italie (12,6 %), la France (9,5 %), les Pays-Bas (8,7 %), la Pologne (4,7 %) et la Grèce (3,4 %).
Selon EurObserv'ER, la Belgique se classait en 2022 au 7e rang des producteurs photovoltaïques de l'Union européenne (UE) avec 3,4 % de la production de l'UE, derrière l'Allemagne (29,6 %), l'Espagne (14,4 %), l'Italie (13,7 %), la France (10,0 %), les Pays-Bas (8,6 %) et la Pologne (3,9 %).
La Belgique se situait en 2019 au 7e rang européen des producteurs d'électricité photovoltaïque avec 3,2 % du total européen, loin derrière l'Allemagne (36,1 %), l'Italie (18,0 %), le Royaume-Uni (9,6 %), la France (8,6 %), l'Espagne (7,1 %) et les Pays-Bas (3,9 %).
En 2018, la production photovoltaïque a progressé de 8,4 % ; la Belgique se situait en 2018 au septième rang européen des producteurs d'électricité photovoltaïque avec 2,9 % du total européen, loin derrière l'Allemagne (37,7 %), l'Italie (18,5 %), le Royaume-Uni (10,6 %), la France (8,3 %) et l'Espagne (6,4 %), mais devant les Pays-Bas (2,6 %).

###### Puissance installée
En 2024, la Belgique a installé 778 MWc, soit 1,3 % du marché de l'Union européenne, au 15e rang européen, loin derrière l'Allemagne (24,2 %), l'Espagne (13,1 %), l'Italie (10,8 %), la France (8,4 %), la Pologne (7,3 %), les Pays-Bas (5,2 %), la Grèce (4,3 %), l'Autriche (3,7 %). La puissance installée du parc photovoltaïque belge atteint 9 130 MWc, en progression de 9,3 %, soit 3,0 % du total de l'UE, au 8e rang européen, derrière l'Allemagne (89 130 MWc, 29,1 %), l'Espagne (37 438 MWc, 12,2 %), l'Italie (35 819 MWc, 11,7 %), la France (24 878 MWc, 8,1 %), les Pays-Bas (23 904 MWc, 7,9 %), la Pologne (20 945 MWc, 6,6 %) et la Grèce (9 289 MWc, 3,0 %). Sa puissance installée par habitant atteignait 772,6 Wc fin 2024, supérieure de 13 % à la moyenne de l'Union européenne (682 Wc), au 10e rang européen, loin derrière les Pays-Bas (1 357,6 Wc) et l'Allemagne (1 068 Wc), mais loin devant la France (363,4 Wc).
| Année | Nouvelles installations de l'année (MWc) | Puissance installée au 31/12 (MWc) | Variation |
| 2010  | 518                                      | 904                                | +134 %    |
| 2011  | 487                                      | 1 391                              | +54 %     |
| 2012  | 1 190                                    | 2 581                              | +86 %     |
| 2013  | 331                                      | 2 912                              | +13 %     |
| 2014  | 112                                      | 3 024                              | +4 %      |
| 2015  | 176                                      | 3 200                              | +6 %      |
| 2016  | 179                                      | 3 423                              | +6 %      |
| 2017  | 285                                      | 3 610                              | +8 %      |
| 2018  | 376                                      | 3 986                              | +10 %     |
| 2019  | 544                                      | 4 530                              | +14 %     |
| 2020  | 1 045                                    | 5 575                              | +23 %     |
| 2021  | 725                                      | 6 012                              | +13 %     |
| 2022  | 478                                      | 6 490                              | +8 %      |
| 2023  | 1 994                                    | 8 352                              | +28,7 %   |
| 2024  | 778                                      | 9 130                              | +9,3 %    |

En 2023, la Belgique a installé 1 993 MWc, soit 3,8 % du marché de l'Union européenne, au 7e rang européen, loin derrière l'Allemagne (27,5 %), l'Espagne (13,7 %), l'Italie (9,9 %), la Pologne (9,2 %), les Pays-Bas (8,1 %) et la France (6 %). La puissance installée du parc photovoltaïque belge atteint 8 750 MWc, en progression de 29,5 %, soit 3,4 % du total de l'UE, au 7e rang européen, loin derrière l'Allemagne (32 %), l'Espagne (11,9 %), l'Italie (11,8 %), les Pays-Bas (9,3 %), la France (8 %) et la Pologne (6,6 %). Sa puissance installée par habitant atteignait 745,1 Wc fin 2023, supérieure de 30 % à la moyenne de l'Union européenne (572,5 Wc) et au 3e rang européen, derrière les Pays-Bas (1 342,1 Wc) et l'Allemagne (974,3 Wc).
En 2022, la Belgique a installé 477,6 MWc, au 13e rang européen, loin derrière l'Allemagne (7 304 MWc), la Pologne (4 774 MWc), les Pays-Bas (3 938 MWc), l'Espagne (3 480 MWc), l'Italie (2 490 MWc) et la France (2 385 MWc). La puissance installée du parc photovoltaïque belge atteint 6 490 MWc, en progression de 7,9 %, au 7e rang européen, loin derrière l'Allemagne (67 399 MWc), l'Italie (25 060 MWc), les Pays-Bas (18 849 MWc), l'Espagne (17 195 MWc) et la France (17 169 MWc). Sa puissance installée par habitant atteignait 558,6 Wc fin 2022, supérieure de 28 % à la moyenne de l'Union européenne (437,4 Wc) et au 3e rang européen, derrière les Pays-Bas (1 071,5 Wc) et l'Allemagne (809,7 Wc).
En 2021, selon l'AIE, la Belgique a installé 850 MWc, au 8e rang européen, loin derrière l'Allemagne (5,3 GWc), l'Espagne (4,9 GWc), la France (3,4 GWc), les Pays-Bas (3,3 GWc).
La puissance photovoltaïque installée par habitant atteignait 395,5 Wc en 2019, supérieure de 55 % à la moyenne européenne (254,5 Wc), au 3e rang européen derrière l'Allemagne (590,4 Wc) et les Pays-Bas (400,6 Wc), et devant l'Italie (345,7 Wc) ; la France est au treizième rang avec 157,9 Wc.

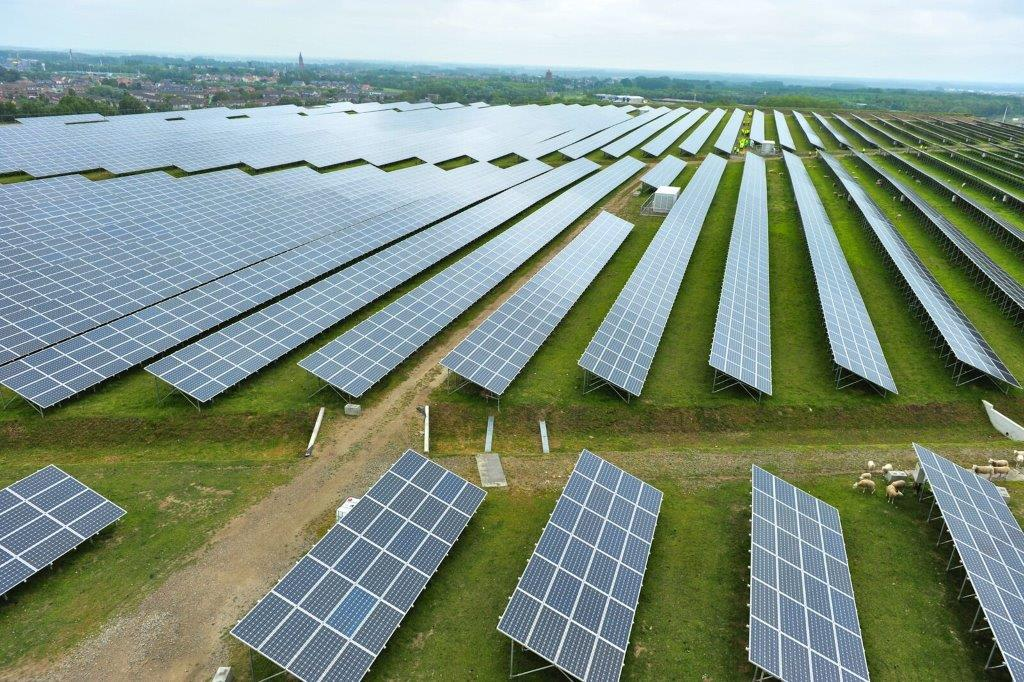
Centrale solaire en Belgique, 2015.

En 2018, la Belgique a installé 367,2 MWc (contre 284,6 MWc en 2017), portant sa puissance installée à 4 254,5 MWc, au septième rang européen avec 3,7 % du parc européen, loin derrière l'Allemagne (45 277 MWc) et l'Italie (20 107 MWc) et juste derrière les Pays-Bas (4 300 MWc), qui ont installé 1 397 MWc en 2018.
En 2014, la Belgique avait installé seulement 65 MWc en photovoltaïque contre 600 MWc en 2013 ; sa puissance cumulée de 3 074 MWc fin 2014 la classe au dixième rang mondial et au sixième rang européen ; la chute du marché est due au déclin des subventions et au projet de la région des Flandre d'imposer en 2015 une taxe de connexion au réseau visant à compenser les pertes causées au gestionnaire du réseau par le système de net metering (comptage net : électricité consommée moins électricité auto-produite).
La tradition de construction de maisons à toitures inclinées permet une pose aisée de capteurs photovoltaïques sur les versants sud-est à sud-ouest. Généralement le courant est injecté sur le réseau en compensation de consommations domestiques. Un système de certificats verts permet de favoriser ce type de productions.
Le solaire thermique basse température est relativement répandu en usage domestique.

##### Hydroélectricité
La Belgique se classe au 27e rang européen par sa puissance installée hydroélectrique : 1 427 MW, dont 1 307 MW de pompage-turbinage ; sa production hydroélectrique s'est élevée à 1,12 TWh en 2019.
L’énergie hydro-électrique est très ancienne dans le pays avec plusieurs barrages de petite taille. Un potentiel important subsiste pour les micros centrales. De nouvelles stations de pompage-turbinage sont également envisageables à Gramont et en extension de la centrale de Coo-Trois-Ponts. Des installations plus petites d’appui éolien sont également envisagées.

##### Divers
Les pompes à chaleurs commencent lentement à s’implanter ! Classiquement des tuyaux de collectes sont placés sous la pelouse. Les échangeurs air/air sont peu utilisés pour le chauffage malgré le différentiel thermique standard très faible entre extérieur et intérieur, normalement favorable. La première maison à pieux énergie est en construction dans le Hainaut.
La récupération de chaleur sur eau de douche n’est pas développée. Une seule société propose ce produit dans le pays.
La cogénération est très implantée mais se limite le plus souvent à la combustion de gaz fossile. Il existe cependant quelques installations à l’huile végétale.
La thermoélectricité n’est pas utilisée à l’exception de quelques poêles thermoélectriques.
La géothermie est principalement présente à Saint-Ghislain avec un réseau d’eau chaude à 83 °C étendu sur plusieurs kilomètres vers des logements, des bâtiments publics et des serres de culture. D'autres ressources existent mais restent inexploitées. Le chauffage urbain reste très marginal dans un pays pourtant fort urbanisé.
Par ailleurs, le pays possède un très grand potentiel énergétique sous la forme d’électricité osmotique dans l’embouchure de l’Escault et de l’Yser.

### Transport

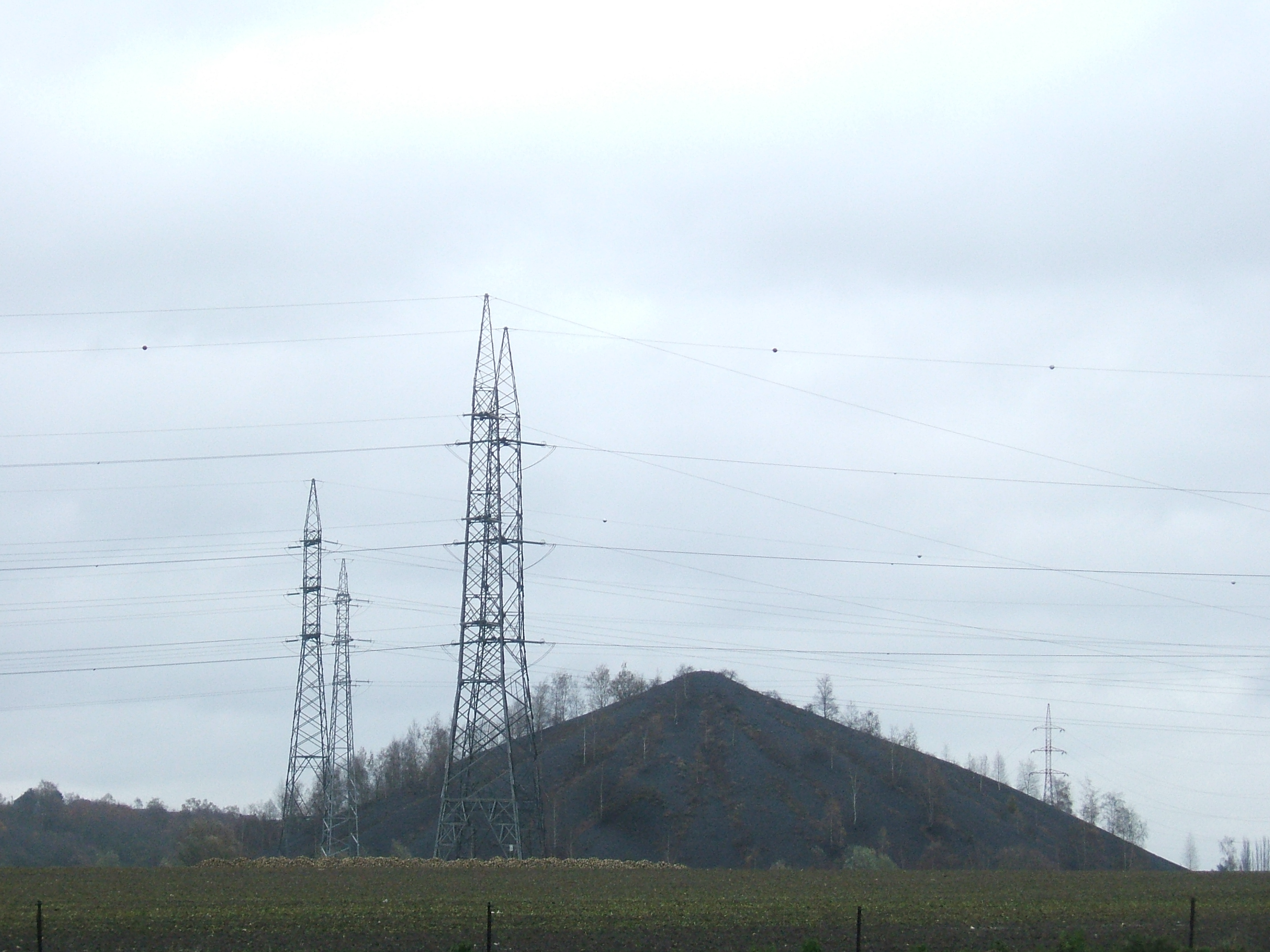
Des lignes à haute tension croisent un terril dans le Hainaut.

Créée en 2001, la société Elia est responsable du transport de l'électricité à travers le pays et de l'équilibrage de l'offre et de la demande. L'entreprise exploite un réseau de lignes à haute et moyenne tension d'une longueur de 8 412 km, réparti comme suit :
- 380 kV : 891 km
- 220 kV : 297 km
- 150 kV : 2 424 km
- 70 kV : 2 694 km
- 36 kV : 1 940 km
- 30 kV : 167 km

La zone de réglage d'Elia — qui comprend toute la Belgique et le Luxembourg, à l'exception des régions de Momignies, de Chimay et le sud du grand-duché — a enregistré une pointe de consommation record de 14 033 MW, le 17 décembre 2007 entre 18h et 18h15. Les pointes synchrones mensuelles sur le réseau belge sont légèrement plus élevées en hiver qu'en été, chutant régulièrement sous la barre des 12 000 MW en juillet et août.

### Consommation
La consommation d'électricité par habitant en Belgique a été en 2021 de 7 180 kWh, supérieure de 9 % à la consommation française (6 592 kWh) et de 17 % à celle de l'Allemagne (6 147 kWh) et de 111 % à la moyenne mondiale (3,4 MWh).
La répartition par secteur de la consommation finale d'électricité a évolué comme suit :
| Secteur                                                 | 1990  | %    | 2000  | %    | 2010  | %    | 2020  | %    | 2021  | % 2021 | var. 2021/1990 |
| Industrie                                               | 30,52 | 52,6 | 39,87 | 51,4 | 38,14 | 45,8 | 36,33 | 46,1 | 36,40 | 45,9 % | +19 %          |
| Transport                                               | 1,25  | 2,2  | 1,44  | 1,9  | 1,74  | 2,1  | 1,62  | 2,0  | 1,88  | 2,4 %  | +51 %          |
| Résidentiel                                             | 18,41 | 31,8 | 23,74 | 30,6 | 20,28 | 24,3 | 18,66 | 23,7 | 18,60 | 23,5 % | +1 %           |
| Tertiaire                                               | 7,80  | 13,4 | 12,24 | 15,8 | 22,18 | 26,6 | 20,38 | 25,8 | 20,44 | 25,8 % | +162 %         |
| Agriculture                                             |       |      | 0,26  | 0,3  | 0,83  | 1,0  | 1,83  | 2,3  | 1,88  | 2,4 %  | ns             |
| Total                                                   | 57,98 | 100  | 77,54 | 100  | 83,31 | 100  | 78,88 | 100  | 79,26 | 100 %  | +37 %          |
| Source des données : Agence internationale de l'énergie |       |      |       |      |       |      |       |      |       |        |                |

### Échanges internationaux d'électricité
| Année                                         | Importations | Exportations | Solde*  | Production | % solde/prod. |
| 1990                                          | 4 785        | 8 509        | -3 724  | 70 923     | -5,3 %        |
| 2000                                          | 11 645       | 7 319        | +4 326  | 84 012     | +5,1 %        |
| 2010                                          | 12 395       | 11 844       | +551    | 94 581     | +0,6 %        |
| 2011                                          | 13 189       | 10 652       | +2 537  | 90 587     | +2,8 %        |
| 2012                                          | 16 848       | 6 912        | +9 936  | 83 044     | +12,0 %       |
| 2013                                          | 17 243       | 7 603        | +9 640  | 83 497     | +11,5 %       |
| 2014                                          | 21 791       | 4 188        | +17 603 | 72 545     | +24,3 %       |
| 2015                                          | 23 714       | 2 715        | +20 999 | 69 708     | +30,1 %       |
| 2016                                          | 14 648       | 8 465        | +6 183  | 85 609     | +7,2 %        |
| 2017                                          | 14 189       | 8 167        | +6 022  | 86 618     | +7,0 %        |
| 2018                                          | 21 635       | 4 308        | +17 327 | 75 039     | +23,1 %       |
| 2019                                          | 12 734       | 14 589       | -1 855  | 93 645     | -2,0 %        |
| 2020                                          | 13 721       | 14 054       | -333    | 89 455     | -0,4 %        |
| 2021                                          | 15 193       | 23 070       | -7 877  | 100 465    | -7,8 %        |
| 2022                                          | 16 349       | 23 877       | -7 528  | 95 193     | -7,9 %        |
| * solde : + si importateur, - si exportateur. |              |              |         |            |               |

## Distribution du gaz et de l'électricité

### Organisation du marché de l'électricité et du gaz
L'organisation du marché est fondée sur le principe de séparation des différentes activités : production, distribution, prise en charge par le gestionnaire du réseau de distribution ; fourniture.
L'électricité est un domaine partiellement régionalisé : le fédéral et les régions possèdent des compétences distinctes en la matière.

### Historique de la libéralisation en Belgique
- 2002 : marché industriel en Région flamande.
- 07/2003 : marché résidentiel en Région flamande.
- 01/2007 : marché résidentiel en Région wallonne et en Région de Bruxelles-Capitale.

### Catégories d'acteurs
Dans le marché de l'électricité belge, comme dans tous ceux de l'Union européenne, il existe plusieurs catégories d'acteurs : les producteurs ; le transporteur (Elia en a le monopole) ; les gestionnaires du réseau de distribution (GRD) qui entretiennent et mettent à disposition les câbles et tuyaux amenant l'électricité et le gaz jusqu'à l'utilisateur final, activité qui est régulée et non soumise à la concurrence ; les responsables d'équilibre ; les fournisseurs d'électricité.
Il faut y ajouter le régulateur fédéral et les régulateurs régionaux.
Les acteurs du gaz sont essentiellement les mêmes. Les principaux fournisseurs vendent les deux énergies alors que seul certains gros distributeurs n'assurent la distribution des deux (Sibelga et Interelectra). Fluxys détient le monopole du transport.

#### Producteurs
- Electrabel,
- Luminus,
- Fortech,
- Ecopower,
- Aspiravi,
- Electrawinds,
- BeauVent.

#### Gestionnaires des réseaux de transport
- Elia : gestionnaire belge du réseau haute tension de transport d'électricité. Il en possède le monopole. Elia gère les lignes aériennes et les câbles souterrains dits de 380 000 V jusque 70 ou 30 000 V. Pour les tensions plus basses, ce sont les distributeurs qui acheminent l'électricité.
- Fluxys : gestionnaire belge du réseau de transport de gaz.

#### Gestionnaires des réseaux de distribution
Les gestionnaires des réseaux de distribution (GRD) et les opérateurs du réseau gèrent le réseau d’électricité et/ou de gaz naturel en Belgique. Un seul gestionnaire de réseaux est actif pour un territoire bien défini. Un client ne peut donc pas choisir son gestionnaire de réseaux.
C'est pour cela que les gestionnaires de réseaux sont régulés/contrôles par des autorités telles que la CWaPE, Brugel ou la VREG.
Les GRD s'occupent : 
- De la construction, de l'entretien et de la gestion des réseaux d'électricité et/ou de gaz naturel
- De la distribution d'énergie : ils acheminent l'électricité et/ou le gaz naturel vers les consommateurs via leurs réseaux
- De certaines obligations de service public (dites OSP) comme l'utilisation rationnelle de l'énergie, l'extension des réseaux, certaines missions d'éclairage public, la gestion des clients précarisés, etc.

En Région wallonne, les intercommunales mixtes se sont regroupées le 6 février 2009 pour former ORES, l'Opérateur des RÉSeaux Gaz & Électricité.
| Nom                                                              | Ville/Région          | Type  | Energie | Régulateur |
| ---------------------------------------------------------------- | --------------------- | ----- | ------- | ---------- |
| AIEG                                                             | Andenne/Viroinval ... | Pures | EL      | CWaPE      |
| AIESH Association Intercommunale d'Electricité du Sud du Hainaut | Rance                 | Pures | EL      | CWaPE      |
| DNBBA DNB Brussels Airport                                       | Aéroport Zaventem     |       | EL      | VREG       |
| Fluvius                                                          | Flandre               | Mixte | EL/Gaz  | CWaPE/VREG |
| ORES                                                             | Wallonie              |       | EL/Gaz  | CWAPE      |
| RESA                                                             | Liège                 | Pure  | EL      | CWaPE      |
| REGIE D'ELECTRICITE DE WAVRE                                     | Wavre                 |       | EL      | CWAPE      |
| Sibelga                                                          | Bruxelles             | Mixte | EL/Gaz  | Brugel     |

#### Fournisseurs
Liste des fournisseurs opérants en Belgique. Le tableau précise pour chaque région le type d'énergie fournie. Les fournisseurs dont le nom est en italique s'adressent spécifiquement à une clientèle non résidentielle ou industrielle.
| Nom                                 | Région flamande | Région bruxelloise | Région wallonne |
| ----------------------------------- | --------------- | ------------------ | --------------- |
| Bélec.gian Eco Energy (Bee)         | élec. + gaz     | élec. + gaz        | élec. + gaz     |
| Bélec.power                         | élec. + gaz     | élec. + gaz        | élec. + gaz     |
| Bolt Energie                        | élec. + gaz     | élec. + gaz        | élec. + gaz     |
| Direct Energie Bélec.gium (Poweo)   |                 |                    | élec. + gaz     |
| EBEM                                | élec. + gaz     |                    |                 |
| Ecopower                            | élec.           |                    |                 |
| élec.ectrabélec. Customer Solutions | élec. + gaz     | élec. + gaz        | élec. + gaz     |
| élec.exys                           | élec. + gaz     | élec. + gaz        | élec. + gaz     |
| Mega                                | élec. + gaz     | élec. + gaz        | élec. + gaz     |
| Eneco Energie                       | élec. + gaz     |                    | élec. + gaz     |
| Essent Bélec.gium                   | élec. + gaz     | élec. + gaz        | élec. + gaz     |
| Intergas                            | gaz             |                    |                 |
| Lampiris                            | élec. + gaz     | élec. + gaz        | élec. + gaz     |
| Luminus                             | élec. + gaz     |                    | élec. + gaz     |
| Eni Bélec.gium                      | élec. + gaz     | élec. + gaz        | élec. + gaz     |
| Octa+                               | élec. + gaz     | élec. + gaz        | élec. + gaz     |
| EDF Luminus (voir Luminus)          | élec. + gaz     | élec. + gaz        | élec. + gaz     |
| Wase Wind                           | élec.           |                    |                 |
| Energie 2030                        | élec.           | élec.              | élec.           |
| Cociter                             |                 |                    | élec.           |

#### Autres acteurs
- Tractebel-Engineering entité du groupe Suez. Propose des services d'ingénierie dans le domaine de l'énergie.
- Synergrid fédération des gestionnaires de réseaux électricité et gaz en Belgique.
- Belpex Bourse de l'électricité belge.
- Terminal gazier Zeebruges Opérateur du terminal gazier du port de Zeebruges.
- FEBEG Fédération belge des entreprises électriques et gazières.
- ARGB Association royale des Gaziers Belges.
- EDORA Fédération professionnelle pour la promotion d'énergie renouvelables.

### Définition du standard
L'organisation du marché implique l'échange important et continue d'information entre les acteurs. Les standards d'échange ainsi que les procédures sont définis par le UMIX (site du UMIX), qui est une entité collaborative à laquelle participent les fournisseurs et les gestionnaires de réseau.
Il publie le UMIG (Utility Market Implementation Guide) qui spécifie les règles relatives aux échanges d'information. Il définit le format utilisé dans les échanges électroniques (La norme EDIEL) ainsi que la séquence des échanges d'information et les règles applicables dans les différentes procédures.
Une procédure (ou scénario) est un événement intervenant de façon récurrente dans le cadre du fonctionnement normal du marché libéralisé. On distingue quatre types de scénarios.

#### Scénarios de structuration
Ils définissent les événements intervenant sur le point de fourniture chez le consommateur :
- Ouverture de compteur
- Changement de fournisseur
- Changement de client
- Changement combiné
- Drop
- Fin de contrat
- Mystery switch
- Fermeture de compteur
- Modification du compteur

#### Scénarios de comptage
Ils définissent le relevé et la transmission des relevés de consommations ainsi que les rectifications pouvant intervenir.

Associés aux nouvelles technologies de l'information et de la communication (NTIC), et par allusion au Smart grid, on parle aussi de smart metering pour désigner les « systèmes de mesure intelligents » intégrant éventuellement la mesure en temps réel.

#### Facturation du timbre
La facturation du timbre ou droit d'acheminement (grid fee en anglais) est le coût d'usage du réseau que le gestionnaire facture au fournisseur.

## Réseaux de chaleur
La chaleur issue des centrales de cogénération et des centrales de chaleur pure (chaufferies) et distribuée par les réseaux de chaleur s'élevait à 19,1 PJ en 2021, soit 1,1 % de la consommation finale d'énergie du pays, destinée pour 80 % à l'industrie, 3 % au secteur résidentiel, 16 % au tertiaire et 0,2 % à l'agriculture.
Elle était produite en 2022 à partir de gaz naturel pour 50,8 %, d'énergies renouvelables pour 42,8 % (biomasse : 5,9 %, déchets : 4,8 %, autres sources : 31,9 %) et de déchets non renouvelables pour 6,3 %. La production a progressé de 206 % entre 1990 et 2022 et la consommation de chaleur de 107 % entre 1990 et 2021, surtout dans l'industrie : +96 % et le tertiaire : +407 % ; elle a par contre reculé de 17 % dans le résidentiel. La production de chaleur de la Belgique atteignait 29,8 PJ en 2022, à comparer avec l'Allemagne : 439 PJ, la France : 183 PJ et la Chine, no 1 mondial : 6 981 PJ en 2021.

### Comparaisons de tarifs
- Comparatif complet de tous les différents fournisseurs d'énergie en Belgique, pour des particuliers et entreprises
- Région de Bruxelles-Capitale
- Région wallonne
- Région flamande